# Panthera tigris
La tigre (Panthera tigris Linnaeus, 1758) è un mammifero carnivoro della famiglia dei felidi. È il più grande dei cosiddetti "grandi felini" che costituiscono il genere Panthera (tigre, leone, giaguaro, leopardo e leopardo delle nevi).
È un cosiddetto predatore alfa, ovvero si colloca all'apice della catena alimentare, non avendo predatori in natura, a parte l'uomo. Oltre che dalle dimensioni notevoli, è caratterizzata dalla particolare colorazione del mantello striato che serve a far mimetizzare l'animale più facilmente; il disegno del mantello varia leggermente da sottospecie a sottospecie. Vi sono tuttavia delle varianti al colore del mantello, principalmente nella sottospecie nominale Panthera tigris tigris (tigre indiana "del Bengala"), la più comune tra queste è quella con strisce nere su sfondo bianco. 

## Etimologia, denominazione e semantica

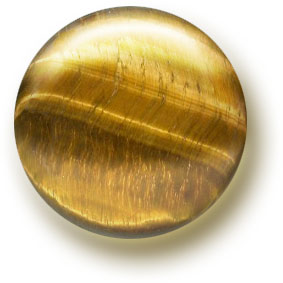
Il quarzo occhio di tigre richiama il colore dell'iride della tigre.

La parola tigre deriva dal latino tigris, dal greco antico τίγρις tígris, a sua volta d'origine iranica (zendo tiγris, "saetta" avestico tigrā "dardo").
Il legame col nome del Tigri, proposto già in epoca classica sulla base della velocità del corso del fiume, è, secondo Ernout e Meillet, paretimologico.
Col nome Felis tigris, è stata una delle molte specie descritte per la prima volta nel XVIII secolo da Linneo nella sua opera Systema Naturae.
In zoologia, il termine «tigre» è stato utilizzato per estensione per definire molte specie di grandi felini maculati o a strisce: ad esempio, i termini «tigre d'America», «tigre della Guyana» e «tigre nera» in passato sono stati utilizzati per indicare il giaguaro (Panthera onca), chiamato ancora in molti paesi del Sudamerica e dell'America Centrale «El tigre». «Gatto tigre» è anche un nome alternativo del gatto giaguaro, noto inoltre con il nome scientifico di Leopardus tigrinus.
Molti altri animali hanno un nome composto dalla parola «tigre», dovuta alla caratteristica striatura che li contraddistingue, come lo squalo tigre, la tigre della Tasmania, la zanzara tigre e il serpente tigre.
Anche nel campo dei minerali si riscontra l'utilizzo del nome, come per l'occhio di tigre, una pietra semipreziosa della famiglia dei quarzi.
Il nome viene anche utilizzato in alcune espressioni per indicare una persona aggressiva: ad esempio, si dice che un uomo feroce e spietato sia come una tigre o possa essere «geloso come una tigre». Al contrario, si parla di «tigre di carta» per descrivere qualcosa di spaventoso in apparenza, ma innocuo nella realtà.

## Morfologia e anatomia
La tigre è il felide più grande che esista in natura ed è anche uno dei più grandi predatori terrestri, infatti solo l'orso bruno e l'orso polare sono in grado di superarne la stazza. Le dimensioni della tigre variano notevolmente da una sottospecie all'altra: una tigre di Sumatra di sesso maschile non pesa più di 140 kg per 2,3 metri di lunghezza, mentre una tigre siberiana può superare i 300 kg per 3,3 metri di lunghezza o più. Anche l'altezza al garrese della tigre è molto variabile a seconda della sottospecie, da 85 cm a 1,2 m, così come anche la sua lunghezza totale, con la coda, da 2 a 3,7 metri, e il peso, che può variare dai 65 agli oltre 300 kg.

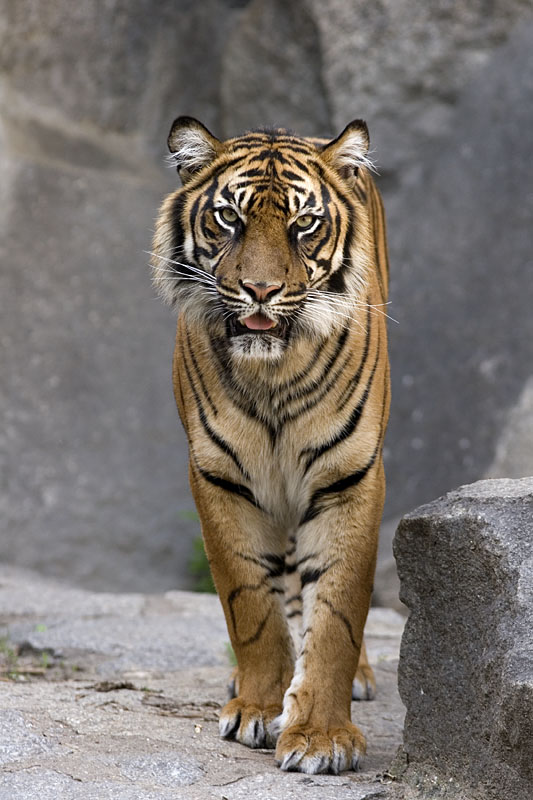
Una tigre vista frontalmente.

Le orecchie della tigre, arrotondate, hanno la superficie esterna di colore nero con una macchia bianca al centro. Le pupille sono rotonde; il colore dell'iride varia dall'oro al verde, ma a volte può essere anche azzurro. Il naso è di colore rosa, caratterizzato a volte dalla presenza di macchie nere. Le vibrisse (i cosiddetti «baffi») sono molto folte e poste su un muso corto. La fronte è arrotondata. Il collo è coperto da un pelo fitto e una pelle più spessa, soprattutto nei maschi. I canini della tigre sono i più lunghi tra tutti i felini e possono raggiungere una lunghezza di circa dieci centimetri. Come in tutti i membri del genere Panthera, l'osso ioide è parzialmente ossificato e permette all'animale di ruggire.
La tigre siberiana è la sottospecie più grande. Un maschio selvatico ucciso nei pressi del fiume Songhu in Cina nel 1943 misurava 3,50 m e pesava più di 300 kg. Il naturalista russo Vyacheslav Sysoyev descrisse il caso di una tigre siberiana maschio del peso di 384 chilogrammi, che fu uccisa sui monti Sichotė-Alin', territorio della Repubblica Socialista Federativa Sovietica Russa (attuale Federazione Russa), nel 1950. Nikolai Baikov, membro onorario della Società per lo Studio del Territorio della Manciuria e dell'Accademia delle Scienze Russa, riportò esemplari della Manciuria che pesavano 390–400 kg.. Lunghezze fino a sedici piedi (4,87 m) e pesi fino a novecento libbre (408 kg) sono stati citati in pubblicazioni rispettabili. Il record della tigre più lunga è detenuto da un maschio siberiano lungo 4,17 m, ucciso nell'Unione Sovietica C'è motivo di credere che individui così grandi siano ormai un ricordo del passato a causa della caccia eccessiva delle tigri più grandi e della riduzione delle prede nel tempo. La seconda sottospecie più grande è la tigre del Bengala, il cui record appartiene ad un esemplare ucciso nel 1967 che pesava ben 389 kg. Al giorno d'oggi, la popolazione di tigre siberiana in natura è assai inferiore rispetto a quella del Bengala e si ritiene che abbia sofferto maggiormente il rimpicciolimento genetico della sottospecie (più una specie è perseguitata dai cacciatori e più si rimpicciolisce in quanto gli esemplari più grandi sono uccisi). Infatti, le tigri siberiane odierne sono più piccole del passato e di dimensioni comparabili a quelle del Bengala.
Come accade per altri animali, anche la tigre in cattività, a causa della mancanza di esercizio e di un'alimentazione sregolata, può andare incontro ad episodi di obesità che la portano a raggiungere dimensioni abnormi: è il caso ad esempio di Brutus, tigre siberiana ospite di un santuario che ha toccato il peso record di 1100 libbre (quasi 500 kg). Si tratta di dimensioni, ritenuti da tutti gli esperti, impossibili da raggiungere per una tigre selvatica anche perché andrebbero a scapito dell'animale che faticherebbe a cacciare.

### Organi sensoriali
La tigre può fare affidamento su due sensi sviluppatissimi, l'udito e la vista. Gli occhi, che le consentono di osservare anche il più piccolo movimento della preda prescelta, sono strutturati secondo le esigenze di un predatore notturno; grazie alla particolare conformazione dell'occhio, è in condizione di sfruttare i più tenui raggi di luce e di muoversi con disinvoltura nelle tenebre notturne.

## Origini ed evoluzione
I più antichi resti di un felide simile alla tigre sono quelli della Panthera palaeosinensis, trovati in Cina e a Giava. Questa specie era presente nel primo Pleistocene (circa 2 milioni di anni fa), ed era di dimensioni più piccole rispetto alla tigre moderna.
I più antichi resti fossili di vere e proprie tigri sono datati fra 1,6 e 1,8 milioni di anni fa, trovati a Giava e appartenenti ad una sottospecie, oggi estinta, chiamata tigre di Trinil (P. tigris trinilensis) e visse per circa 1,2 milioni di anni, sempre nel territorio di Giava.
Non è noto con certezza quale sia la regione d'origine della tigre; certamente essa si diffuse durante il Pleistocene in gran parte dell'Asia, incluse la Beringia (da cui però non transitò nelle Americhe), l'India, Sumatra, Giava e Bali. Fino all'Olocene le tigri erano diffuse anche nel Borneo. Sono state trovate tracce di fossili anche in Giappone e sulle isole del Borneo.
Per molto tempo si è creduto che lo smilodonte fosse l'antenato della tigre e, quindi, lo si nominò "tigre dai denti a sciabola", errore che i non esperti continuano a commettere. In realtà, lo smilodonte, così come gli altri felini del genere ribattezzato più propriamente "felini con i denti a sciabola", non erano gli antenati diretti di alcun felino moderno. Di questi, solo il macairodo assomigliava probabilmente alla tigre, avendo, secondo gli esperti, una lunga coda ed un corpo striato. L'antenato più antico della tigre è la tigre di Longdan, originaria della Cina e della taglia di un giaguaro. In seguito, tale specie si diffuse nel resto dell'Asia, dove generò diverse sottospecie tutte antenate delle tigri attuali. Di queste le più impressionanti erano la tigre di Wanhsien e la tigre di Ngandong, che potevano raggiungere rispettivamente i 350 e i 490 kg di peso. Quest'ultima rappresenta, quindi, il felino più grande mai esistito dopo lo Smilodon populator.

### Albero filogenetico
L'albero filogenetico comprendente Panthera tigris appartenente al genere Panthera
|  | \| \| Panthera leo - Leone \| \| \| \| \| \| Panthera pardus - Pantera o leopardo \| \| \| \| |
|  |                                                                                               |
|  | Panthera onca - Giaguaro                                                                      |
|  |                                                                                               |
|  | Panthera leo - Leone                                                                          |
|  |                                                                                               |
|  | Panthera pardus - Pantera o leopardo                                                          |
|  |                                                                                               |

|  | Panthera leo - Leone                 |
|  |                                      |
|  | Panthera pardus - Pantera o leopardo |
|  |                                      |

|  | Panthera tigris - Tigre              |
|  |                                      |
|  | Panthera uncia - Leopardo delle nevi |
|  |                                      |

|  | \| \| Panthera leo - Leone \| \| \| \| \| \| Panthera pardus - Pantera o leopardo \| \| \| \| |
|  |                                                                                               |
|  | Panthera onca - Giaguaro                                                                      |
|  |                                                                                               |
|  | Panthera leo - Leone                                                                          |
|  |                                                                                               |
|  | Panthera pardus - Pantera o leopardo                                                          |
|  |                                                                                               |

|  | Panthera leo - Leone                 |
|  |                                      |
|  | Panthera pardus - Pantera o leopardo |
|  |                                      |

|  | Panthera tigris - Tigre              |
|  |                                      |
|  | Panthera uncia - Leopardo delle nevi |
|  |                                      |

### Sottospecie
Sulla base dell'analisi morfologica e filogenetica (mediante analisi molecolare) sono state distinte nove differenti sottospecie di tigre.
La tabella comparativa riportata più sotto, evidenzia le differenze di taglia e peso tra esemplari adulti divisi per sesso delle diverse sottospecie. Per alcune di queste, come la Panthera tigris altaica, questi valori sono stati ridimensionati successivamente (Mazák, 1983; Miquelle (in Thapar, 2004); Matthiessen & Hornocker, 2001; Prynn, 2002).
| Sottospecie | Peso (kg)             | Lunghezza totale (m) [esclusa la coda] | Lunghezza cranica (mm) |
| --- | --------------------- | -------------------------------------- | ---------------------- |
| (esistenti) | (maschi) \| (femmine) | (maschi) \| (femmine)                  | (maschi ) \| (femmine) |
| Panthera tigris altaica | 200-300 \| 100-180    | 2,7-3,3 \| 2,4-2,75                    | 341-383 \| 279-318     |
| Panthera tigris amoyensis | 130-175 \| 100-115    | 2,3-2,65 \| 2,2-2,4                    | 318-343 \| 273-301     |
| Panthera tigris corbetti | 150-195 \| 100-130    | 2,55-2,85 \| 2,3-2,55                  | 319-365 \| 279-302     |
| Panthera tigris jacksoni | 100-120 \| 80-100     | -2,2-2,4 \| 2,1-2,2 -                  | 200-237 \| 180-200     |
| Panthera tigris sumatrae | 100-140 \| 75-110     | 2,2-2,55 \| 2,15-2,3                   | 295-335 \| 263-294     |
| Panthera tigris tigris | 200-300 \| 100-180    | 2,7-3,1 \| 2,4-2,65                    | 329-378 \| 275-311     |
| (estinte) | (maschi) \| (femmine) | (maschi) \| (femmine)                  | (maschi ) \| (femmine) |
| Panthera tigris balica | 90-100 \| 65-80       | 2,2-2,3 \| 1,9-2,1                     | 295-298 \| 263-269     |
| Panthera tigris sondaica | 100-141 \| 75-115     | 2,48 \| —                              | 306-349 \| 270-292     |
| Panthera tigris virgata | 170-240 \| 85-135     | 2,7-2,95 \| 2,4-2,6                    | 316-369 \| 268-305     |
| FONTE: Vratislav Mazák, 1981 (in K. Nowell, P. Jackson, Wild Cats. Status Survey and Conservation Action Plan (PDF)., IUCN/SSC Cat Specialist Group, Gland 1996, p. 56) |                       |                                        |                        |

Nel 2017 uno studio sulla tassonomia dei felidi ha analizzato una serie di articoli scientifici sulle sottospecie di P. tigris, concludendo che la specie comprende due sole sottospecie:
- Panthera tigris tigris, che include P. t. virgata, altaica, amoyensis, corbetti e jacksoni, presente nell'Asia continentale
- Panthera tigris sondaica, che include P. t. balica e sumatrae, presente a Sumatra e in passato a Java e Bali.[24]

Un anno dopo, un'ampia analisi genetica, condotta sequenziando il genoma di 32 individui, ha riconfermato la presenza di sei sottospecie viventi e tre estinte, in accordo con precedenti studi. Lo studio evidenzia come il flusso genico tra le varie popolazioni è globalmente basso, corroborando la distinzione tra le varie sottospecie.

#### Estinte
Tre di queste si sono estinte nel XX secolo, la tigre del Caspio, la tigre di Giava e la tigre di Bali, e purtroppo un'altra sottospecie rischia di entrare in questa lista, la tigre della Cina meridionale. Le maggiori cause sono da imputarsi al fatto che la tigre è sempre stata vista come una minaccia per l'uomo, considerandola un animale nocivo da perseguitare. Un caso molto simile è sicuramente quello del lupo, con il quale ha in comune la fama di animale cattivo e feroce.

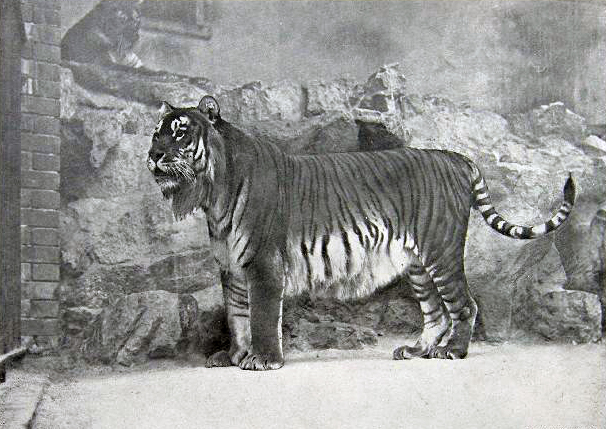
P. tigris virgata (estinta)

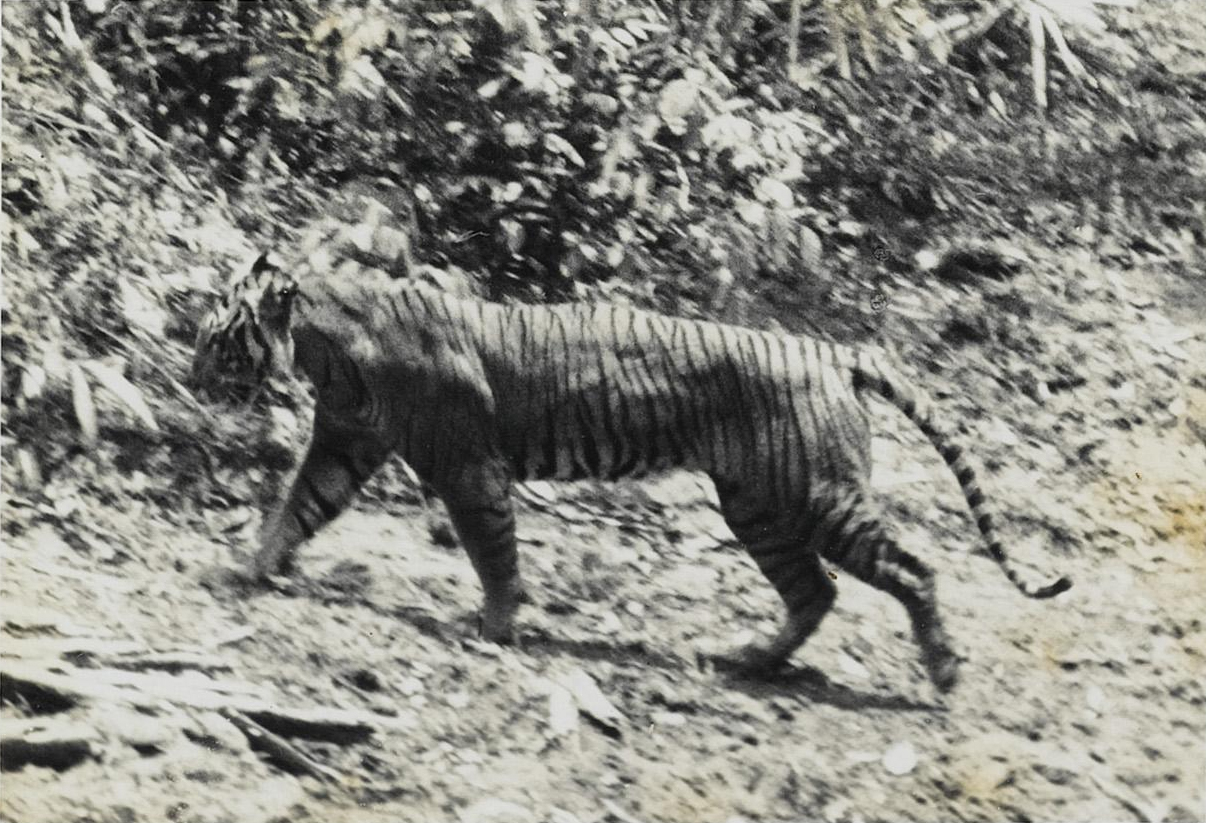
P. tigris sondaica (estinta)

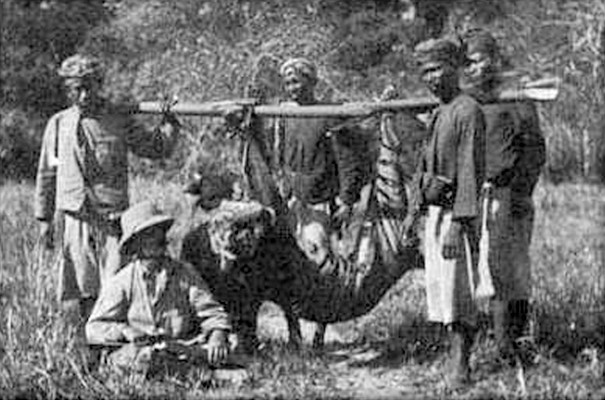
P. tigris balica (estinta)

- La tigre del Caspio (Panthera tigris virgata), (Illiger 1815).[27][28]
Era diffusa in Anatolia, Caucaso, Kurdistan, Iran, Afghanistan e in gran parte dell'Asia Centrale fino alla Mongolia. Questa sottospecie era tra tutte quella diffusa più ad occidente ed era inoltre una delle più grandi, rivaleggiando per imponenza con la tigre siberiana.
L'ultimo avvistamento in natura avvenne intorno ai primi anni settanta e non esistevano esemplari in cattività.
La sua estinzione è stata attribuita alla caccia diretta contro la tigre e alla caccia verso le sue prede, nonché alla costante distruzione del suo habitat.[29]
- La tigre di Giava (Panthera tigris sondaica), (Temminck 1844).[30][31]
Era diffusa in Indonesia e più precisamente nell'isola di Giava, caratterizzata da una taglia, per effetto del ridotto areale, più piccola rispetto alle specie continentali, era ampiamente diffusa sino al XIX secolo.
Dichiarata ufficialmente estinta nel 1994 (Gratwicke, 2007).
Le maggiori cause dell'estinzione furono la distruzione del suo habitat naturale, della caccia da parte dell'uomo e del declino del numero delle sue prede (IUCN, 2007). Negli anni settanta erano rimasti pochissimi esemplari all'interno del Parco nazionale di Meru Betiri, ma nel 1980, secondo il WWF e lo IUCN, la popolazione era scesa sotto i 5 esemplari. Nonostante un, ormai tardivo, piano di salvataggio e di conservazione della tigre di Giava, non vi furono più avvistamenti.[32]
- La tigre di Bali (Panthera tigris balica), (Schwarz 1912).[33][34]
Era diffusa in Indonesia e più precisamente nell'isola di Bali, era la tigre dalla taglia più piccola.
Considerata estinta dal 1937.
Le maggiori cause dell'estinzione furono attribuite, dato anche il piccolo e limitato habitat che aveva a disposizione (isola di Bali)[35], all'aumento della popolazione umana che comportò una forte deforestazione allo scopo di ottenere nuove superfici coltivabili, oltre che una vera e propria "persecuzione" della tigre, che incuteva timore nelle popolazioni locali. Il 27 settembre del 1937 fu abbattuto l'ultimo esemplare, una femmina.[36]

#### Viventi
Tra le sottospecie ancora viventi, si distinguono per essere le più grandi per dimensione, la tigre del Bengala (P. tigris tigris) e la tigre siberiana (P. tigris altaica), i cui esemplari maschi possono raggiungere i 3,5 m di lunghezza totale comprensiva della coda e arrivare a pesare fino a 280 kg (per quanto mediamente il loro peso si assesti su valori inferiori).
- La tigre reale del Bengala o indiana (Panthera tigris tigris) (Linneaus 1758).[38]
Sopravvive in poco più di 4000 esemplari ed è di gran lunga la sottospecie più consistente. È caratterizzata dalla possibile colorazione bianca a strisce nere, denominata tigre bianca. Luogo di principale diffusione è l'India, dove trova riparo soprattutto nelle foreste di mangrovie (nel sud-est dell'India) del delta del Gange, in quell'intrico di banchi sabbiosi, isole e isolotti che è conosciuto con il nome di "Sundarbans", ma è presente anche nel Bangladesh. Tra le prede selvatiche preferite vi sono, cervi pomellati, sambar, cinghiali, gaur e bufali.[39]

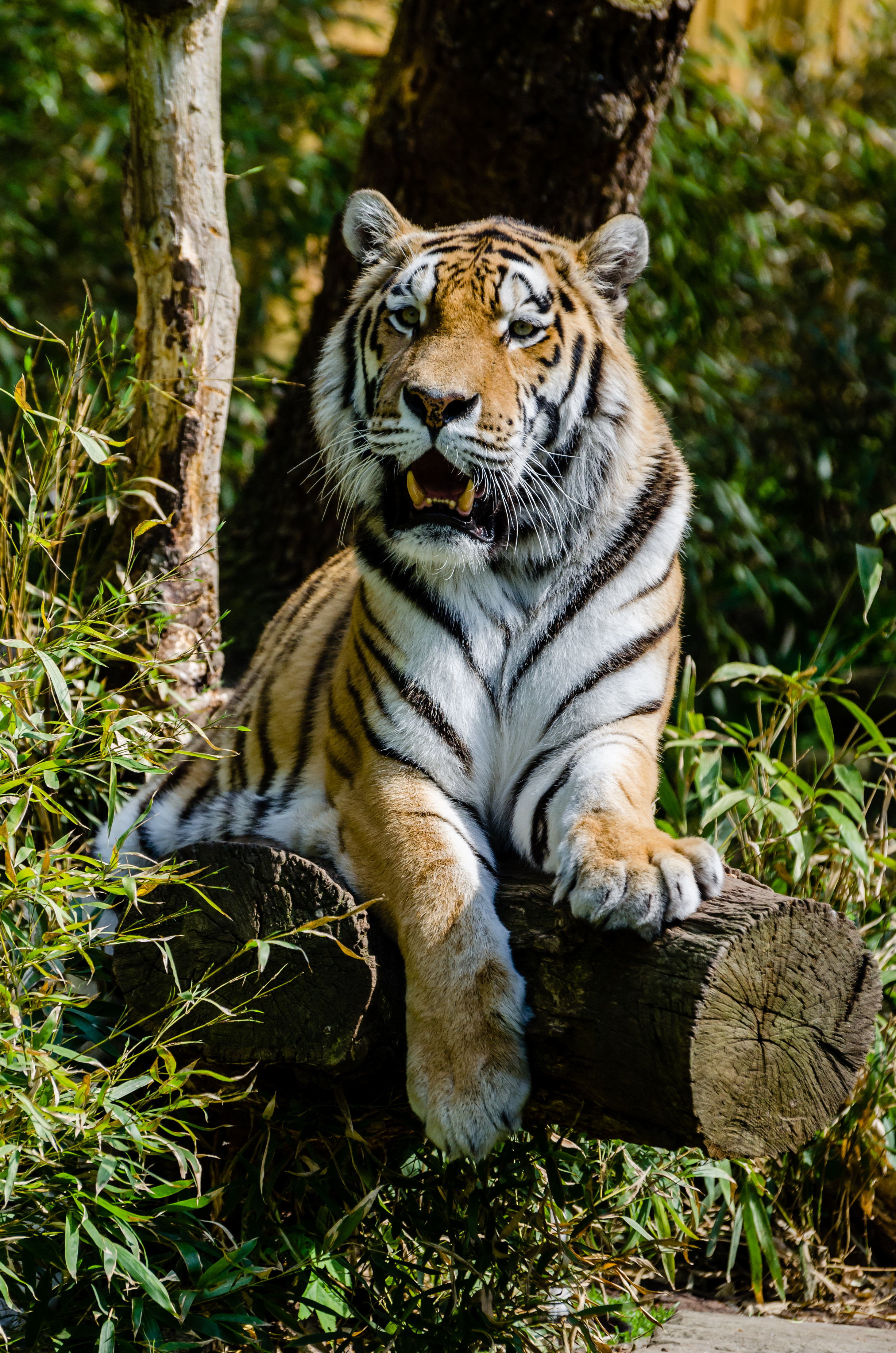
Una tigre siberiana nello zoo di Münster

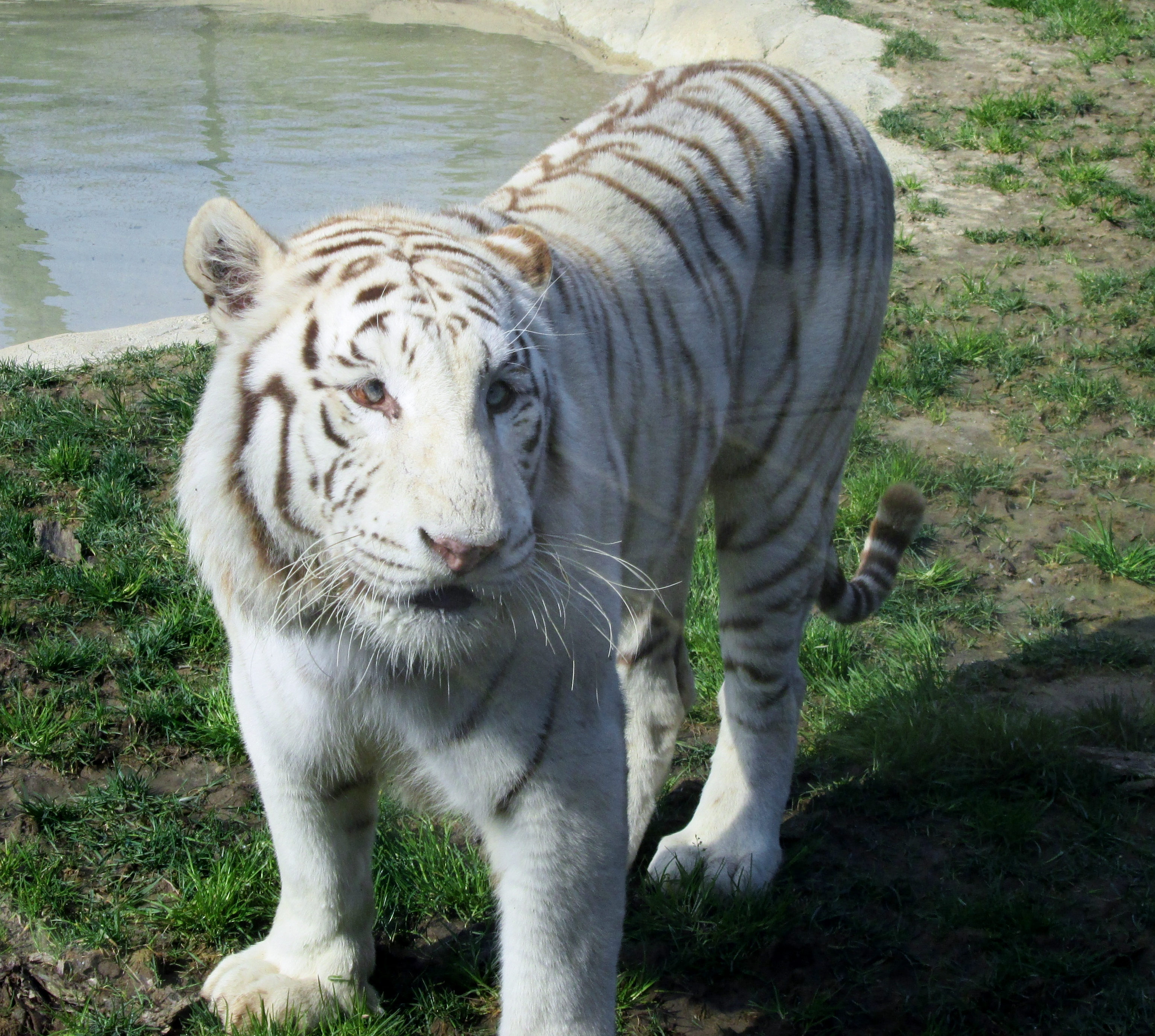
Una Tigre del Bengala bianca al Parco faunistico Le Cornelle

- La tigre siberiana o tigre dell'Amur (Panthera tigris altaica) (Temminck 1844).[40]
Risulta essere la più grande in stazza tra le sottospecie, caratterizzata da testa massiccia, pelo di un arancione chiaro, molto spesso e lungo, con striature ben distanziate fra loro, di color marrone anziché nero e zampe posteriori robuste e tozze, tutte caratteristiche fisiche frutto dell'adattamento alle rigide temperature del proprio habitat (foresta boreale e foresta temperata). Le prede principali sono il cervo nobile e il cinghiale.[41] A rischio critico di estinzione, non ne sopravvivono più di 300-400 esemplari adulti (IUCN 1996, Siberian Tiger Project, 2005). Nota particolare è la convivenza con la popolazione russa di lupo eurasiatico (Canis lupus lupus), con il quale entra in competizione nella caccia delle prede, studi hanno confermato che ove vi è una diminuzione di esemplari di tigre il numero di lupi cresce, mentre nelle zone dove la tigre è reintegrata il numero di lupi diminuisce.[42]
- La tigre della Cina meridionale (Panthera tigris amoyensis) (Hilzheimer 1905).[43]
Dotata di un manto liscio con striature nere, corte e larghe molto più distanziate fra loro rispetto alle altre sottospecie, un tempo era comune in tutta la parte orientale del Paese ma oggi è avvistabile soltanto nella provincia dell'Hunan.
La tigre della Cina meridionale viene considerata come la tigre «basale», la sottospecie da cui si sono evolute tutte le altre tigri[44].
È stata recentemente classificata come una delle 10 specie animali più minacciate del mondo[45], in quanto il numero dei suoi esemplari allo stato libero è stato valutato in non più di 80 unità, se non addirittura inferiore. Per questo si conosce molto poco della sua biologia e comportamento in natura.[46] Una notizia promettente, per la sopravvivenza di questi esemplari, è arrivata nel 2007, quando l'Amministrazione Forestale della provincia cinese dello Shaanxi, ha confermato l'avvistamento di tigri sulle montagne Qinling, presenza che mancava da più di un ventennio.[47]
- La tigre indocinese (Panthera tigris corbetti) (Mazák 1968).[48]
La popolazione, che nel 2011 era scesa a circa 350 esemplari, è distribuita prevalentemente in Birmania, Cambogia, Laos, Thailandia e Vietnam. Le tigri indocinesi vivono nelle profondità delle foreste dei terreni collinari e montuosi, la maggior parte delle quali sono situate lungo i confini tra i vari Paesi. La tigre della Malaysia, che era considerata indocinese, nel 2004 è stata classificata come una diversa sottospecie, la Panthera tigris jacksoni, o tigre malese,[49] anch'essa oggi a rischio di estinzione. I numeri relativi agli esemplari rimasti di queste due specie sono oggetto di controversia, in quanto lungo la frontiera thai-malese sono presenti tigri la cui sottospecie di appartenenza non è stata definita.[48] L'ultimo esemplare in Cina di tigre indocinese è stato avvistato nel 2007, e si crede che sia stato ucciso e mangiato da un uomo della Contea di Mengla (provincia dello Yunnan), condannato a 12 anni di prigione per il crimine.[50]
- La tigre malese (Panthera tigris jacksoni) (Shu-Jin Luo Et al 2004).[51]
Ultima tra le sottospecie identificate e riconosciute ufficialmente, infatti gli esemplari di questa sottospecie, in passato erano classificati come tigri indocinesi (Panthera tigris corbetti), ma recenti studi genetici (2004) hanno invece chiarito che si tratta di una sottospecie a sé stante.[52] Il nome è stato scelto in onore dello zoologo Peter Jackson (ex presidente del Cat Specialist Group della IUCN)[53]. Non esiste un censimento preciso sulla tigre malese, secondo una stima effettuata nel 2007 ne sono rimaste alcune centinaia.[51]
- La tigre di Sumatra (Panthera tigris sumatrae) (Pocock 1929).[54]
È caratterizzata dall'essere la più piccola tra tutte le sottospecie ancora esistenti, vive appunto sull'isola indonesiana di Sumatra. La popolazione selvatica è stimata tra i 400 e i 500 animali i quali vivono soprattutto nei parchi nazionali dell'isola. Come per le "cugine" indonesiane ormai estinte, la tigre di Bali e di Giava, il rischio di estinzione è altissimo e classificato come critico.[55]

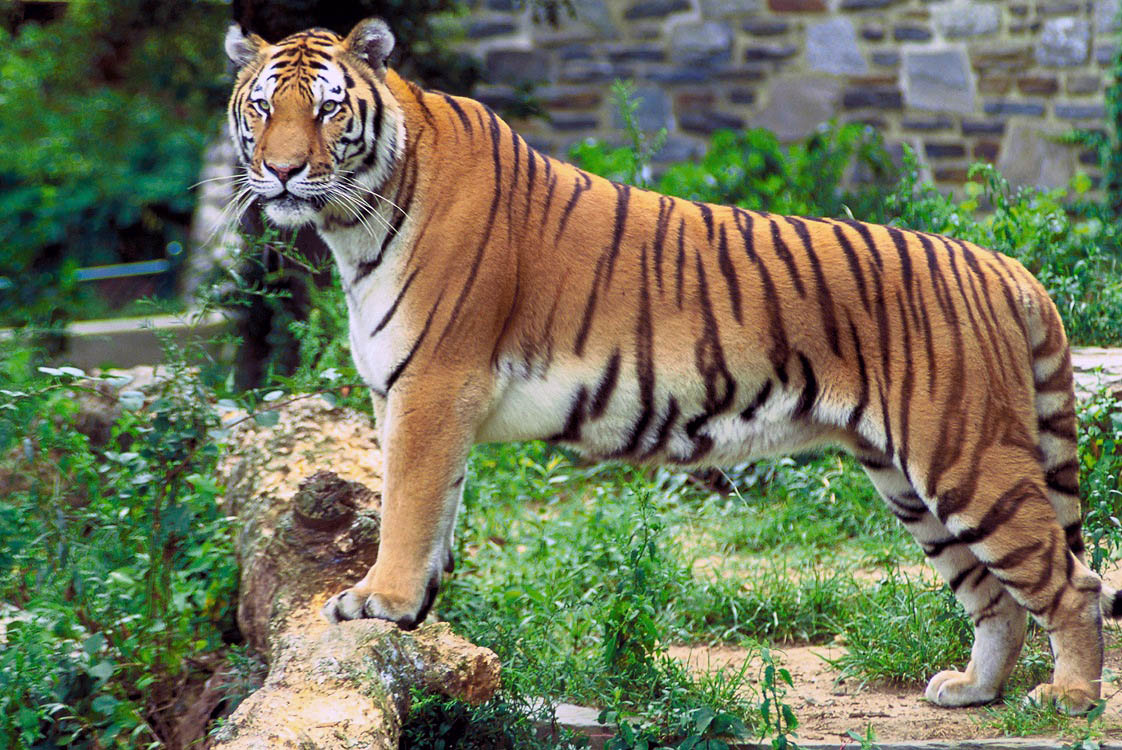
Panthera tigris tigris
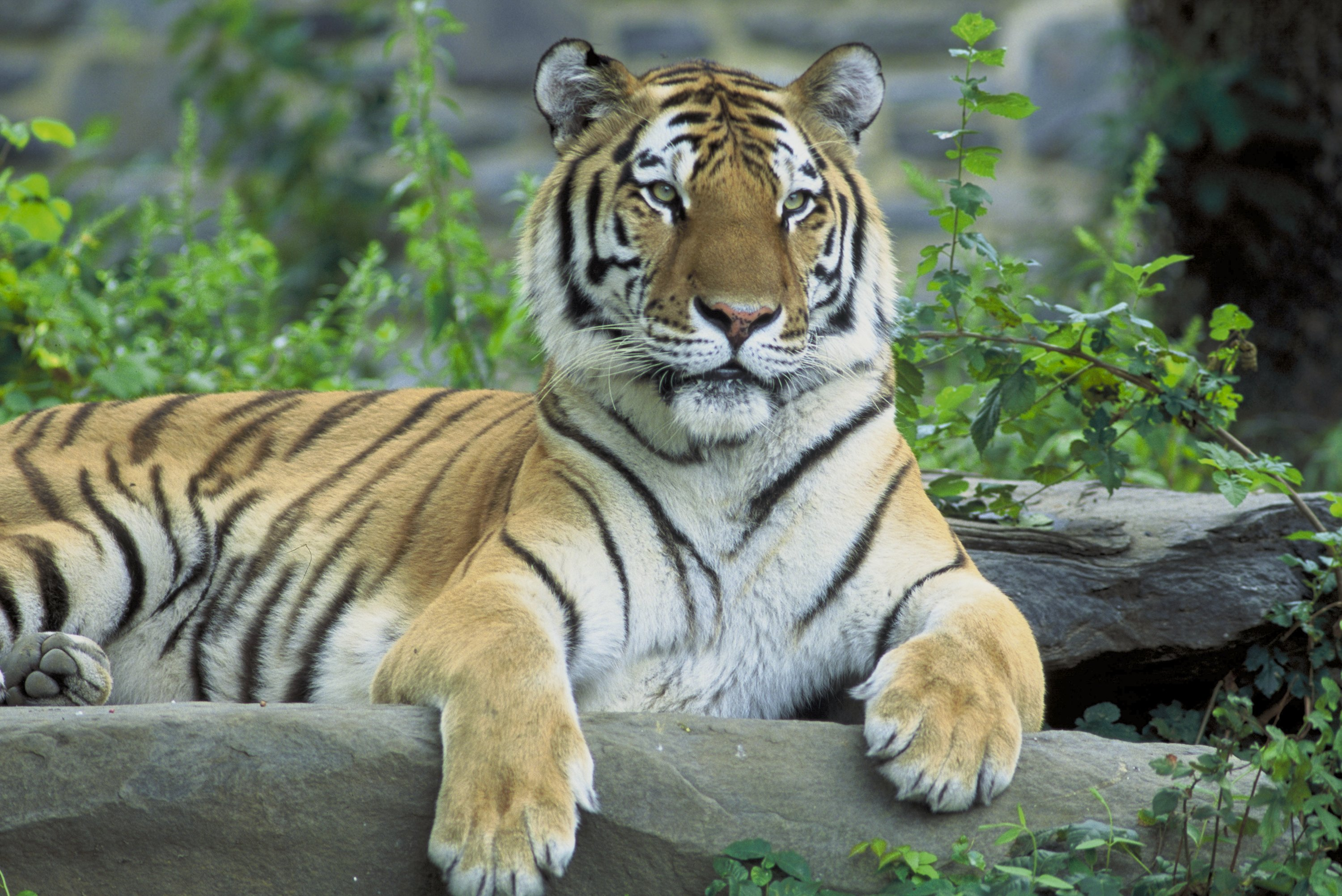
Panthera tigris altaica
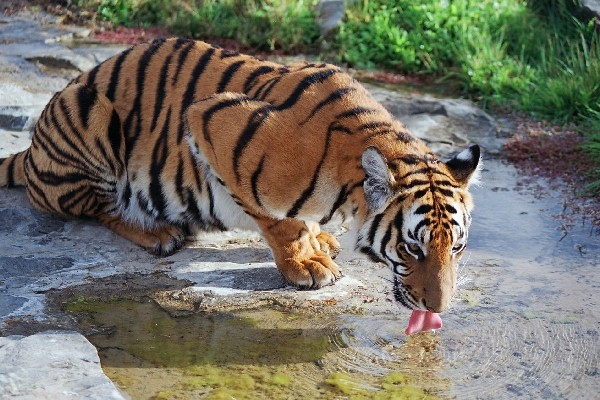
Panthera tigris amoyensis
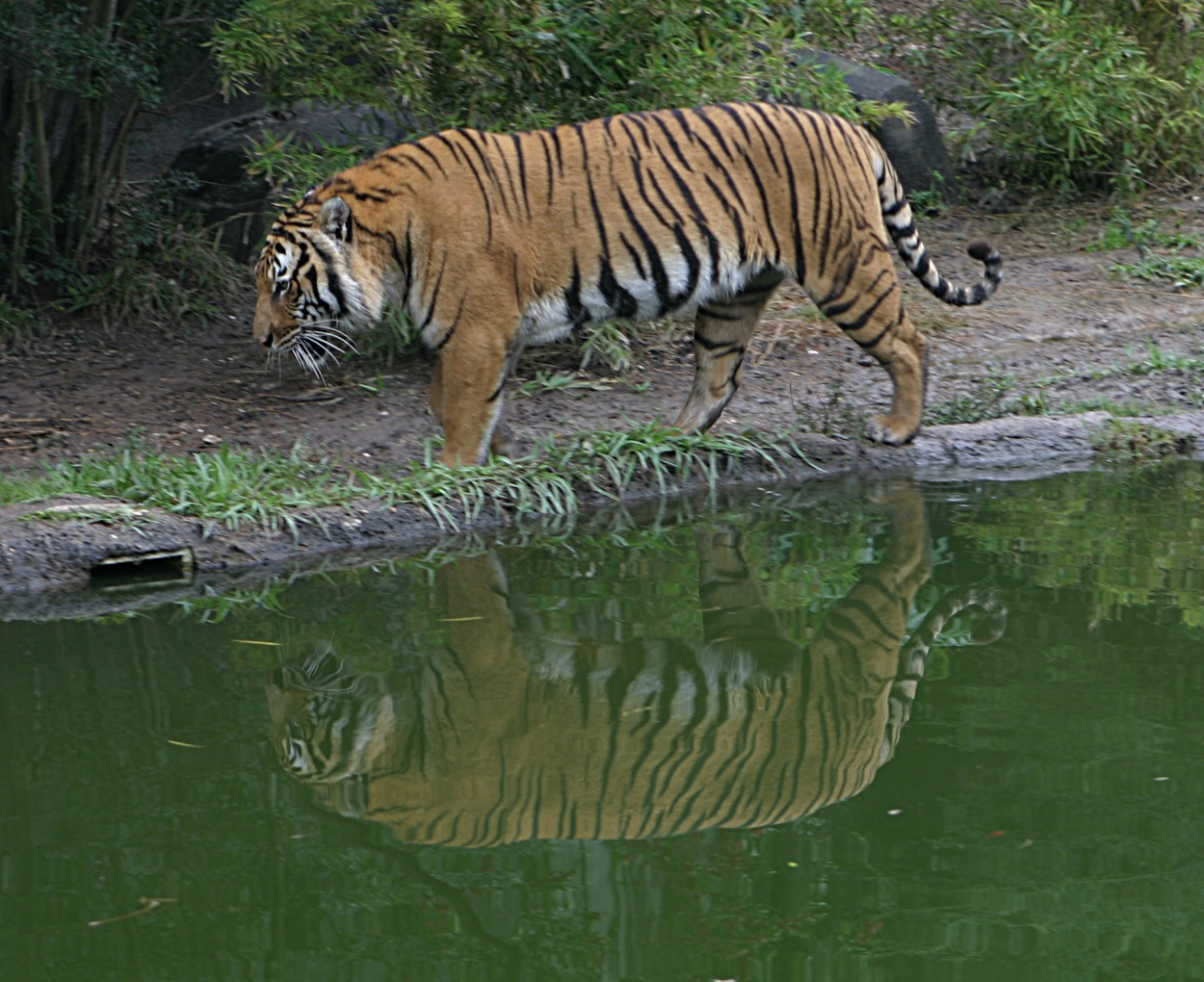
Panthera tigris corbetti
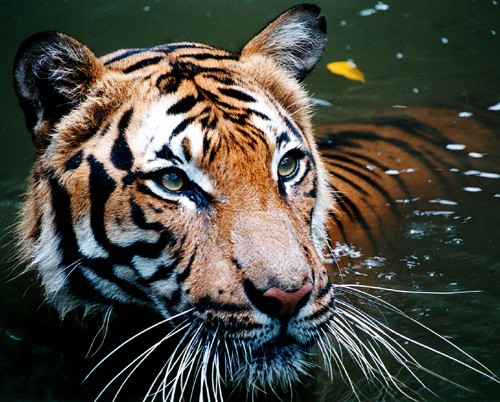
Panthera tigris jacksoni
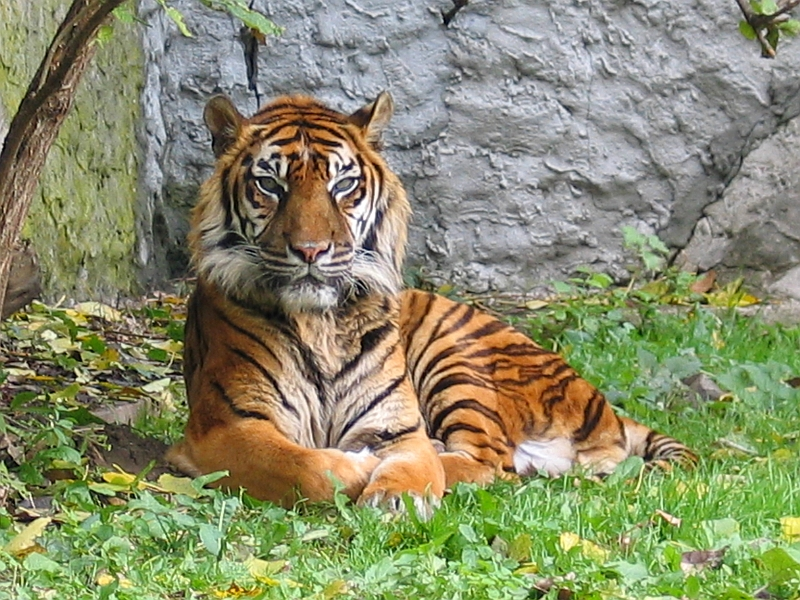
Panthera tigris sumatrae
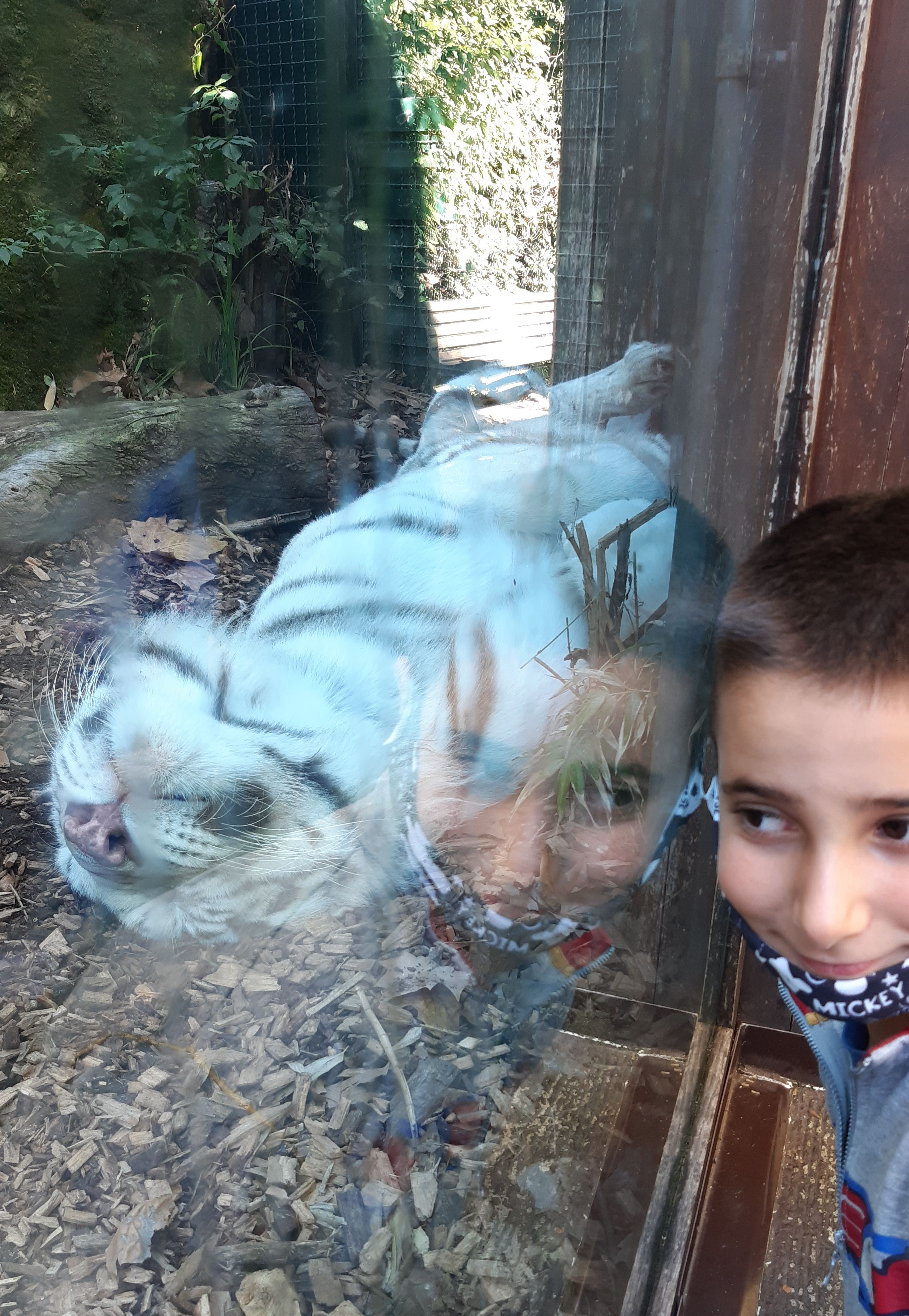
Tigre bianca presso il Bioparco di Roma

### Variazione del colore del mantello
Tigri bianche

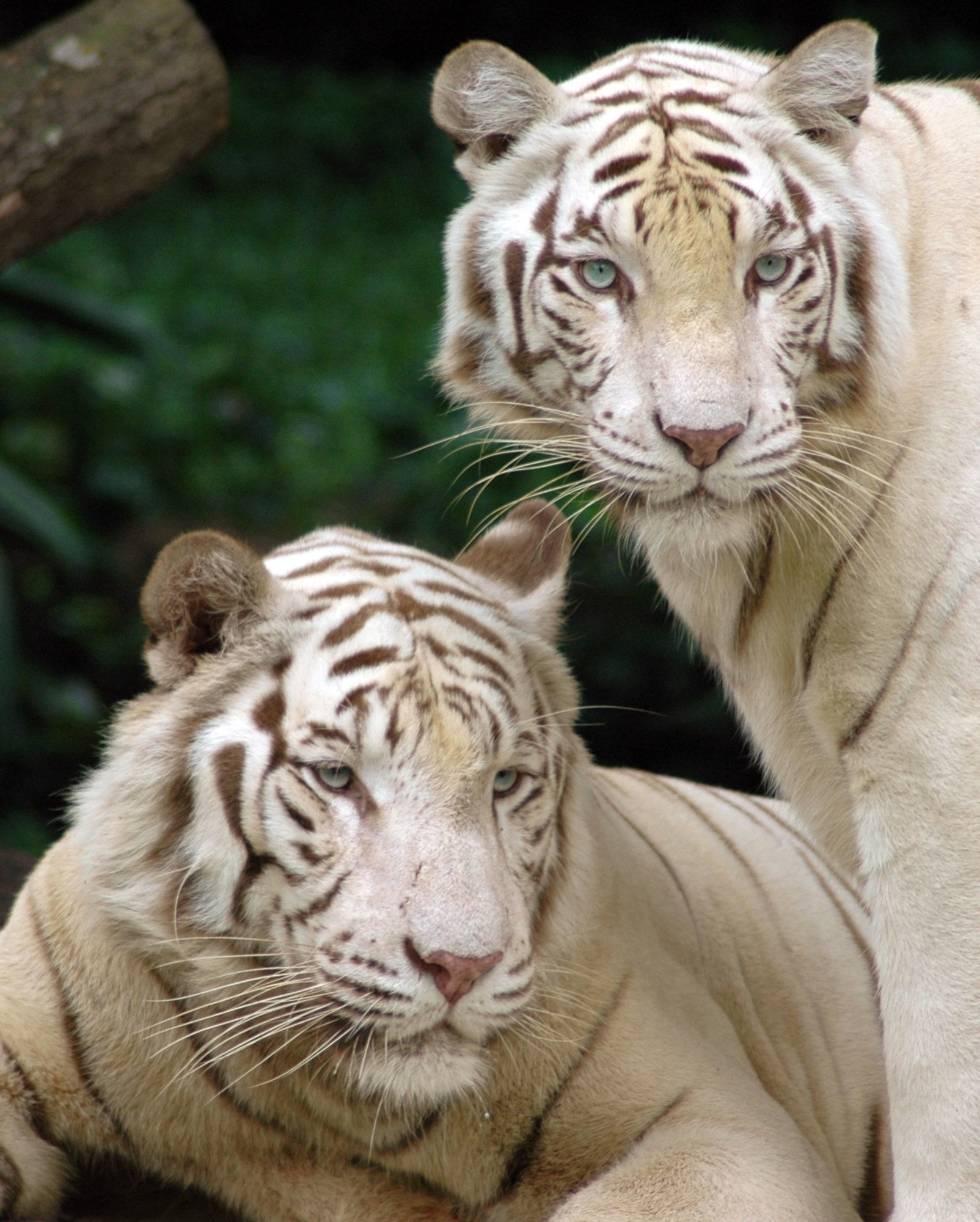
Tigri bianche del Bengala (zoo di Singapore)

Le tigri bianche sono conosciute da molto tempo, infatti il primo di questi felidi bianchi fu scoperto verso il 1820.
Queste tigri non sono considerate delle vere albine e sono caratterizzate da strisce nere o marroni e occhi azzurri/blu con il naso color rosa. Infatti, questi esemplari, sono affetti da leucismo. La variazione di colore è considerata una mutazione causata da un gene recessivo chiamato chinchilla o cincillà, che inibisce la pigmentazione gialla del mantello della tigre alterando anche il colore delle strisce e si accompagna, come documentato per la sottospecie del Bengala, ad alcuni disordini come lo strabismo e il sistema immunitario indebolito. È presente anche in altri mammiferi come i gatti domestici e i conigli.
In natura, la possibilità che una tigre del Bengala nasca bianca è molto rara, in quanto perché ciò accada entrambi gli esemplari che si accoppiano, dovrebbero possedere il raro gene che inibisce la pigmentazione. L'ultimo esemplare, registrato, di tigre bianca nato in libertà risale al 1951: gli fu dato il nome di "Mohan" ed è da lui che discendono gran parte degli esemplari di tigre bianche ora in cattività.
Per perpetuare il gene bianco, occorre che entrambi i genitori siano portatori del gene che causa il mutamento dei geni. Dal momento che in natura c'è solo una possibilità su 10.000 che accada, per ottenere tigri bianche in cattività il sistema è uno solo: ricorrere all'incesto. Mohan, l'ultima tigre bianca selvatica di cui si ha notizia, fu infatti fatta accoppiare con le sue figlie e da allora, qualsiasi tigre bianca è stata periodicamente sottoposta ad allevamento selettivo e riproduzione incestuosa per assicurarsi di far nascere cuccioli bianchi. Si tratta di una pratica pericolosa, i figli nati in questo modo presentano molti difetti genetici (tra cui strabismo e suscettibilità a diverse malattie) che a volte si manifestano palesemente come nel caso di Kenny, una tigre dal muso deforme che si è creduto per molto tempo avere la sindrome di down e che invece soffriva solo le conseguenze di anni di incroci sconsiderati. Per questa ragione, le associazioni animaliste cercano di scoraggiare l'allevamento di tigri bianche in cattività che, però, continua ad avvenire perché gli esemplari attirano il pubblico. È stato confermato, da diverse analisi genetiche condotte da esperti, che questo gene è unico della tigre del Bengala e che gli esemplari di tigri siberiane bianche sono in realtà incroci di tigri siberiane e del Bengala.
Tigri bianche senza strisce

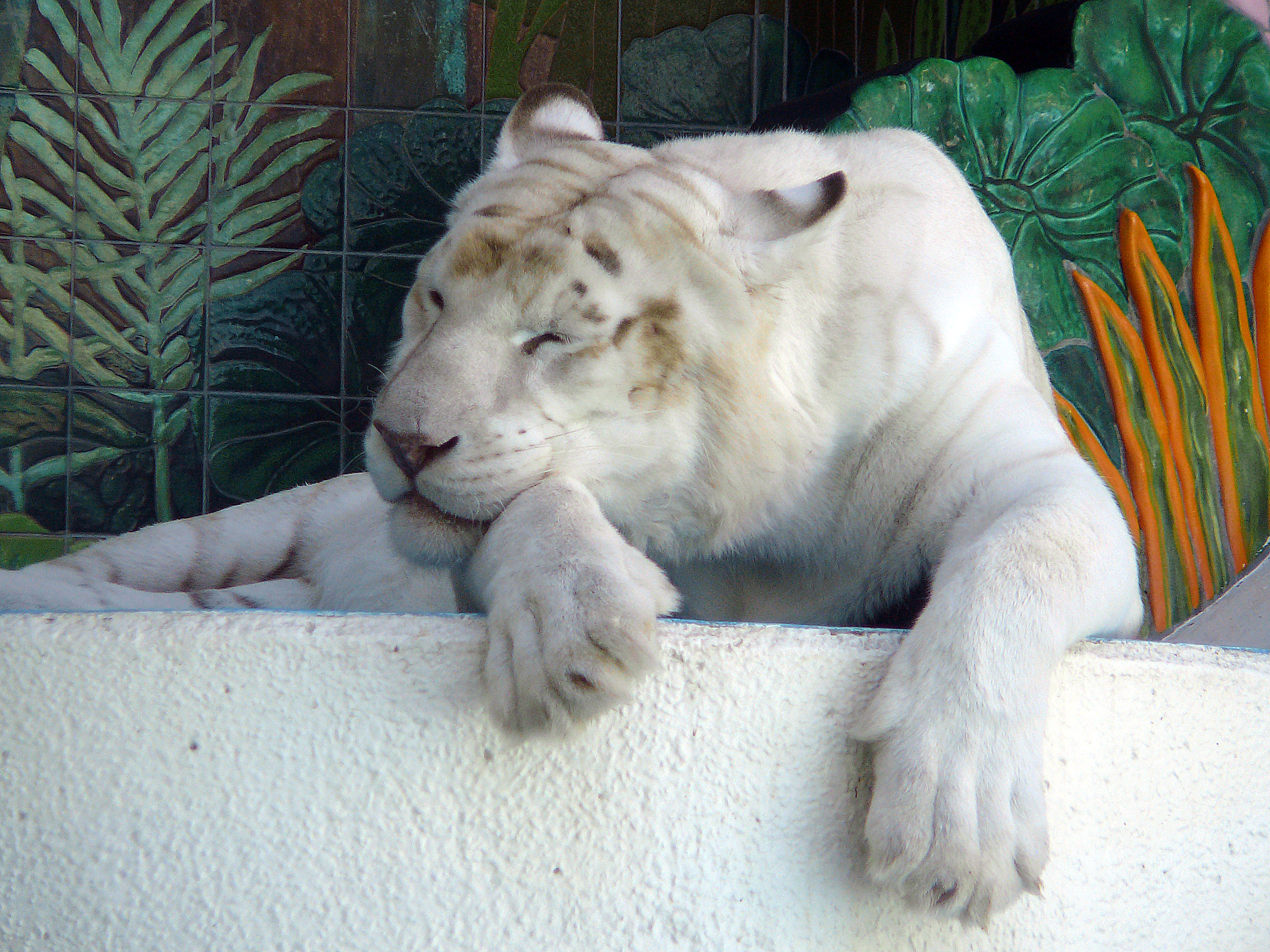
Tigre bianca senza strisce (Las Vegas The Mirage)

Denominate anche (Stripeless / senza strisce) (snow white tigers / tigri neve bianca) derivano da un'ulteriore modifica genetica che ha "rimosso" la maggior parte delle strisce che normalmente caratterizzano la tigre bianca, rendendo l'animale di un colore somigliante al bianco puro, ciò però non le rende delle vere albine.
Il primo esemplare con tali caratteristiche fu esibito allo zoo di Exeter in Inghilterra nel 1820.
Tali esemplari non sono mai stati avvistati in natura e sono a loro volta frutto di ulteriore incesto e incroci effettuati in cattività allo scopo di ottenere questa variante.
Tigri arancioni

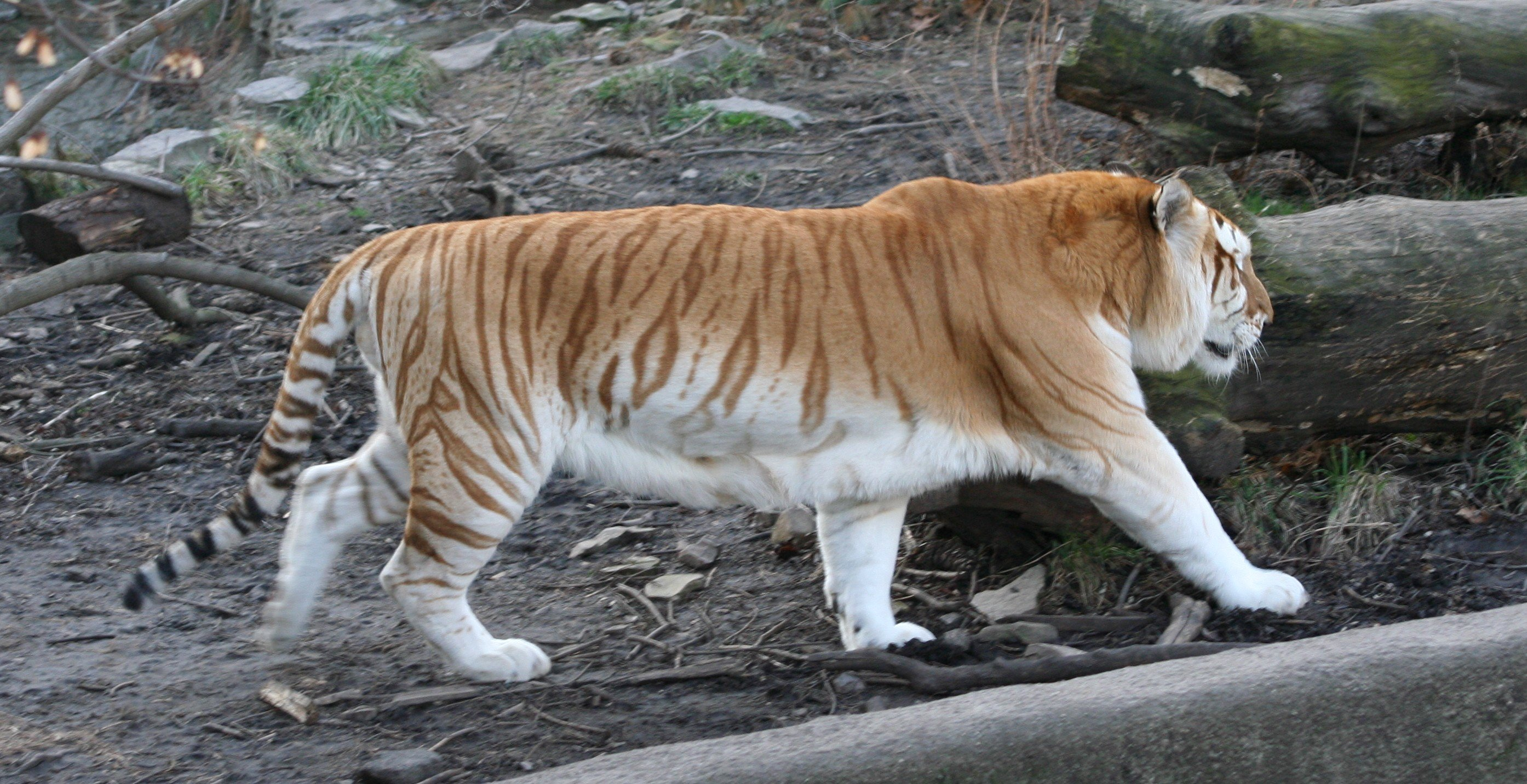
Tigre golden tabby/strawberry (zoo di Buffalo)

Le tigri Golden (Panthera tigris tigris) (chiamata anche Tiger Golden Tabby o strawberry tiger) sono una variazione di colore estremamente rara della tigre del Bengala, causata da un gene recessivo. Attualmente tali tigri si trovano solo in stato di cattività all'interno di Zoo o Riserve Naturali. Come per la tigre bianca, la sua differente colorazione non genera una nuova specie. La colorazione è dovuta al gene "wide band", mentre per la tigre bianca è dovuto al colore inibitore (gene albinismo cincillà).
Le tigri Golden tabby hanno pelliccia color oro molto chiaro, gambe di un bianco pallido e strisce di color arancio debole. La loro pelliccia tende ad essere molto più spessa del normale rispetto ad altre tigri.
Come le loro "cugine" tigri bianche, tutte le tigri dorate hanno una parentela principalmente con quelle del Bengala, ma sono geneticamente incrociate con i geni della tigre dell'Amur o di altre sottospecie.
Attualmente le tigri Golden, vengono "utilizzate" anche per la riproduzione e perpetrazione della tigre bianca, infatti incrociando una tigre gold con una tigre bianca, i cuccioli saranno di tigre bianca. Nel 1970 una coppia di tigri arancioni eterozigoti, di nome Sashi e Ravi, hanno avuto 13 cuccioli (Alipore Zoological Gardens), di cui 3 erano bianchi a strisce nere.
Tigri blu

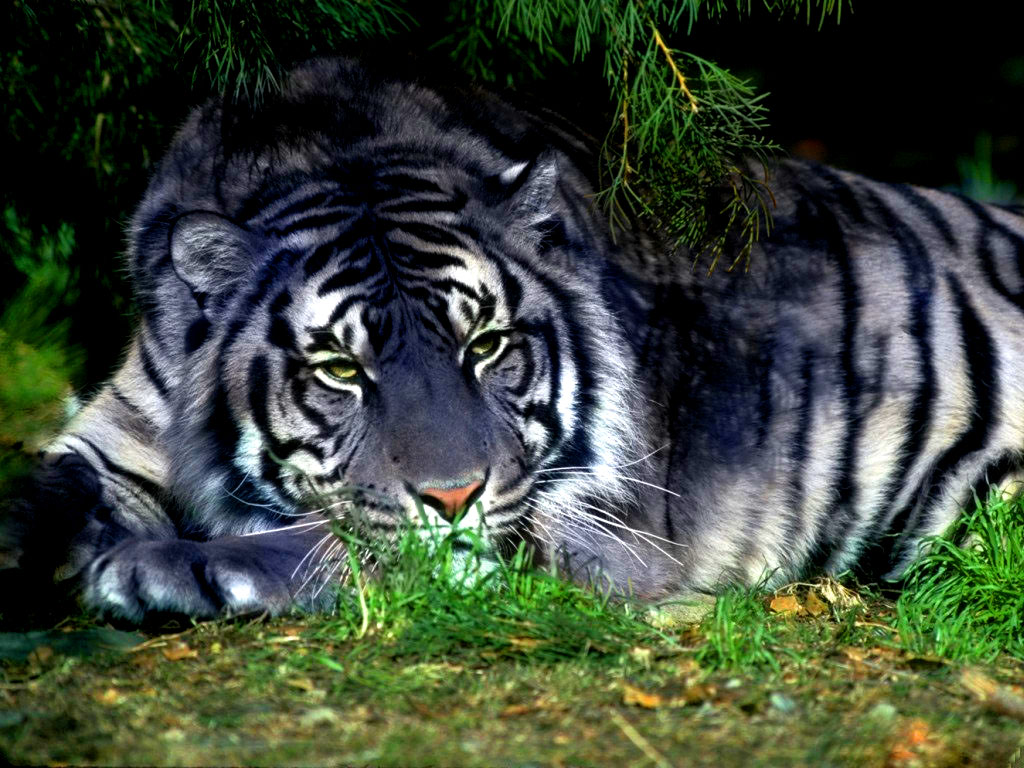
Rappresentazione artistica di una presunta tigre blu

La tigre maltese, o tigre blu, è una forma di colorazione non provata della tigre, segnalata in gran parte dalla provincia cinese di Fujian. Si dice che abbiano una pelliccia blu scuro a righe grigie.
Intorno al 1910, Harry Caldwell, un missionario americano e cacciatore, si imbatté, presumibilmente, in una tigre blu al di fuori di Fuzhou. La sua ricerca è raccontata nel suo libro Blue Tiger (1924), e dal suo compagno di caccia Roy Chapman Andrews nel suo Camps & Trails in Cina (1925, capitolo VII).
Diversi autori ne parlano nei loro trattati, ma non è stata ancora provata la trasmissione di questo carattere, cioè non è geneticamente codificato e come tale si ritiene che le tigri di colore blu o nero descritte dagli autori H. R. Caldwell, 1924; J. C. Caldwell, 1954; Pocock, 1929, 1939; Stonor, 1964; in diverse opere, possano essere degli esemplari cromaticamente aberranti.

Nel 1924 l'inglese B. Caldwell descrisse una tigre azzurra, uccisa presso Foukien, in Cina. Questo animale melanico aveva un pelame grigio-azzurro, molto scuro.
Tigri nere
Inizialmente si pensava che come per la Tigre blu non esistessero reali prove dell'esistenza di questo tipo di colorazione, anche se è stata parecchie volte segnalata l'esistenza di tigri nere, somiglianti a pantere nere, nella giungla di Travancore.Tuttavia, nel 2020, venne immortalato un esemplare di tigre melanica e grazie a successive ricerche, venne evidenziato che tigri con questa colorazione del mantello sono più frequenti in Odisha, uno stato dell'India orientale, dove ne sono state fotografati e filmati diversi esemplari, alcuni anche insieme. Come per altri felidi con variazioni differenti del manto, anche in questo caso si tratta di melanismo, ma a differenza di leopardi o giaguari, le tigri melaniche hanno solo le strisce nere più prominenti di quelle della tigre reale del Bengala, facendo diminuire considerevolmente le parti di pelliccia arancione.
Vari avvistamenti di tigri nere sono stati dettagliati in "The Wildlife of India" da parte di PE Gee, uno di questi risale al settembre del 1895, quando pare sia stata avvistata una tigre di color nero, fatta dal colonnello S. Capper, la tigre scomparve nella giungla. La presenza del leopardo nero nel settore e la difficoltà di giudicare accuratamente le sue dimensioni rende questo un rapporto discutibile.
Nel marzo del 2009 in Sri Lanka è stato trovato un felino morto, in una trappola di un bracconiere, somigliante alle descrizioni degli avvistamenti della tigre nera
, restano dubbi sul fatto che essa sia realmente una tigre nera o semplicemente che possa trattarsi di un leopardo dello Sri Lanka (Panthera pardus kotiya).
Un saggio sulle tigri nere è stato presentato da parte dello zoologo Britannico Dr. Karl Shuker nel suo libro "Mystery Cats of the World".

### Ibridi
In cattività si sono verificati alcuni casi di incrocio fra leoni e tigri, l'accoppiamento tra un esemplare di leone maschio e uno di tigre femmina dà origine ad un ibrido detto ligre, mentre l'incrocio tra una leonessa e un esemplare di tigre maschio dà origine al tigone. Sia i ligri che i tigoni maschi sono sterili , ma se una femmina di ligre si accoppia con leone nascerà un Liligre, mentre se si accoppia con una tigre maschio nascerà un Tiligre. Se una femmina di tigone si accoppia con un leone nascerà un litigone e se si accoppia con una tigre maschio nascerà un titigone

## Distribuzione e habitat

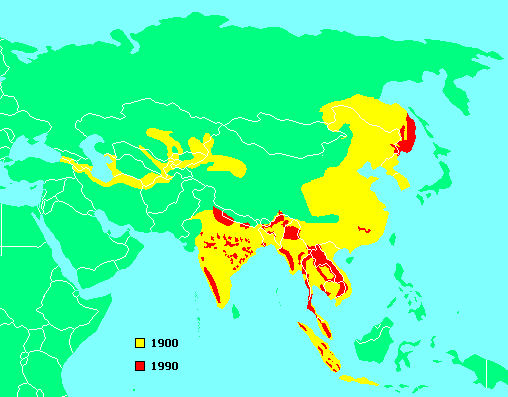
Riduzione dell'areale delle tigri dal 1900 al 1990

### Distribuzione sul territorio
Un tempo i territori occupati dalla tigre ricoprivano l'intera Asia, dalla Turchia fino alla costa orientale della Russia. Nel XX secolo le tigri sono mano a mano scomparse dalle zone a sud-ovest e in tutta la zona centrale dell'Asia, nonché dalle due isole indonesiane di Giava e Bali (causando la relativa estinzione di due sottospecie) e da vaste aree del Sud-Est e Asia orientale. Ormai le tigri hanno perso il 93% del loro areale.
Secondo il WWF, nel 2016, rimangono presenti nel mondo solo circa 3890 esemplari di tigre allo stato selvatico, il minimo storico (nel 1900 erano circa 100.000, nel 1980 ancora 21.500 circa).
Attualmente gli stati in cui è presente in natura sono tredici: Bangladesh, Bhutan, Birmania, Cambogia, Cina, India, Indonesia, Laos, Malaysia, Nepal, Russia, Thailandia e Vietnam, probabilmente vi sono presenti degli esemplari anche in Corea del Nord, ma non vi sono prove recenti a conferma. Ad oggi, conseguentemente all'intervento umano, popolazioni di tigri allo stato brado sono presenti anche in Sudafrica.
Sanderson et al. nel 2006 ha lavorato alla stesura di una mappa mondiale che ben definisse l'attuale areale della tigre e le eventuali zone in cui l'animale potrebbe vivere e svilupparsi. Queste aree, denominate Tiger Conservation Landscapes o più semplicemente con la sigla TCL, sono definibili come delle aree in cui vi è un habitat tale da consentire la vita e la conservazione di almeno cinque esemplari di tigre
Sono state delineate 76 aree TCL, per una superficie totale di 1.184.911 km², di varie dimensioni, dalla più grande in Russia, con i suoi 269.983 km²al alla più piccola da 278 km² in India. Va considerato però che la reale superficie media delle aree è al di sotto dei 10.000 km² (circa 61 TCL). Gli studiosi Rabinowitz, Karanth e Nichols hanno individuato, come aree "migliori", quelle situate nelle zone centrali, in quanto ricche di prede.
Tuttavia, il reale territorio adatto alla sopravvivenza della tigre è inferiore alla superficie totale indicata dai TCL, in quanto la maggior parte di essi contengono zone in cui la tigre non può più vivere, in quanto si trovano al di fuori dei territori delle aree protette e delle riserve naturali.
Bisogna anche segnalare che non è impossibile che l'esistenza delle tigri possa avvenire al di fuori dei TCL, anzi si sono documentati più di 500 casi, però, sempre secondo gli studi effettuati, si tratta di aree considerate troppo piccole per sostenere una popolazione a lungo termine.

### Habitat

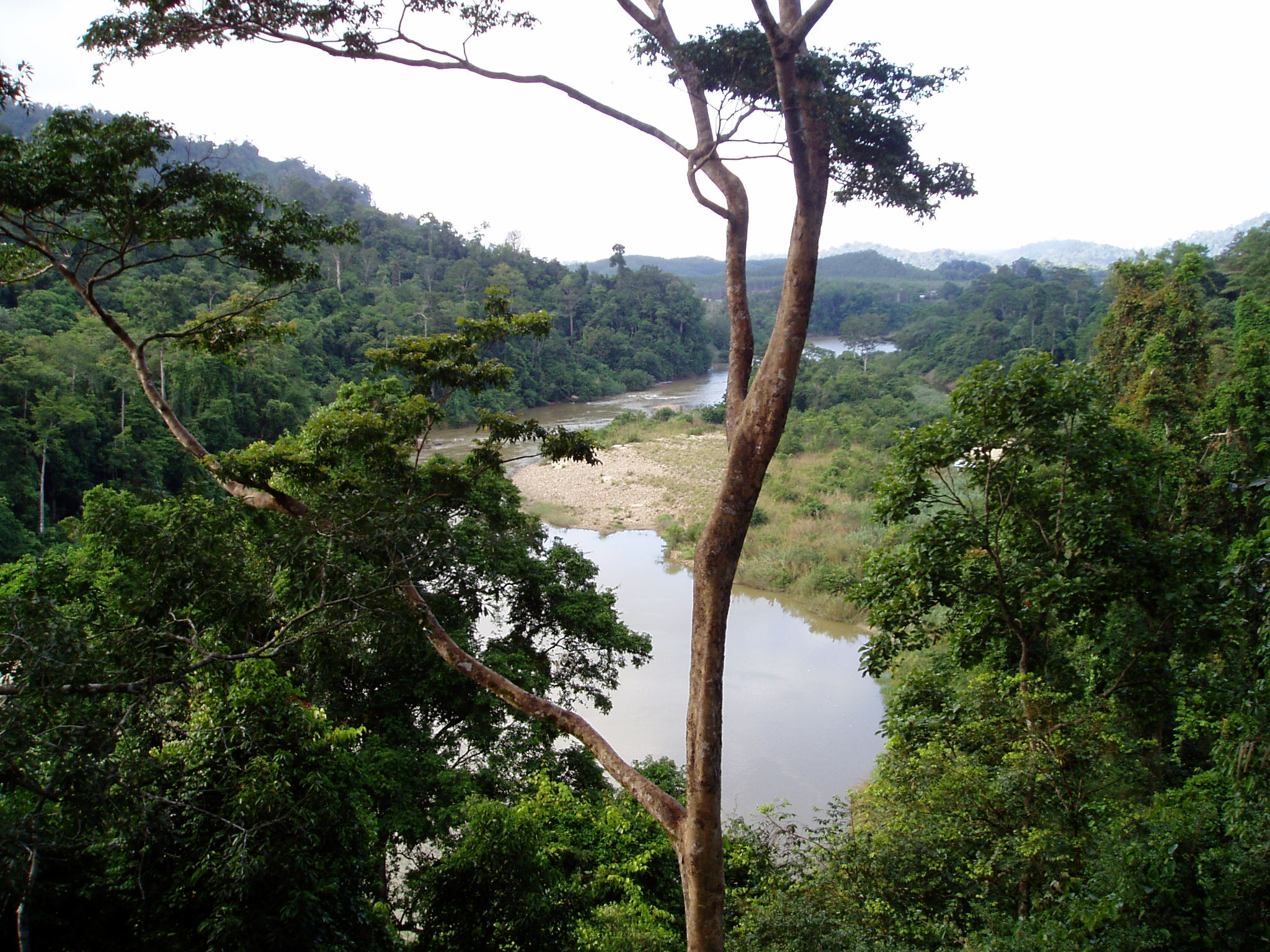
Foresta pluviale tropicale in Malaysia

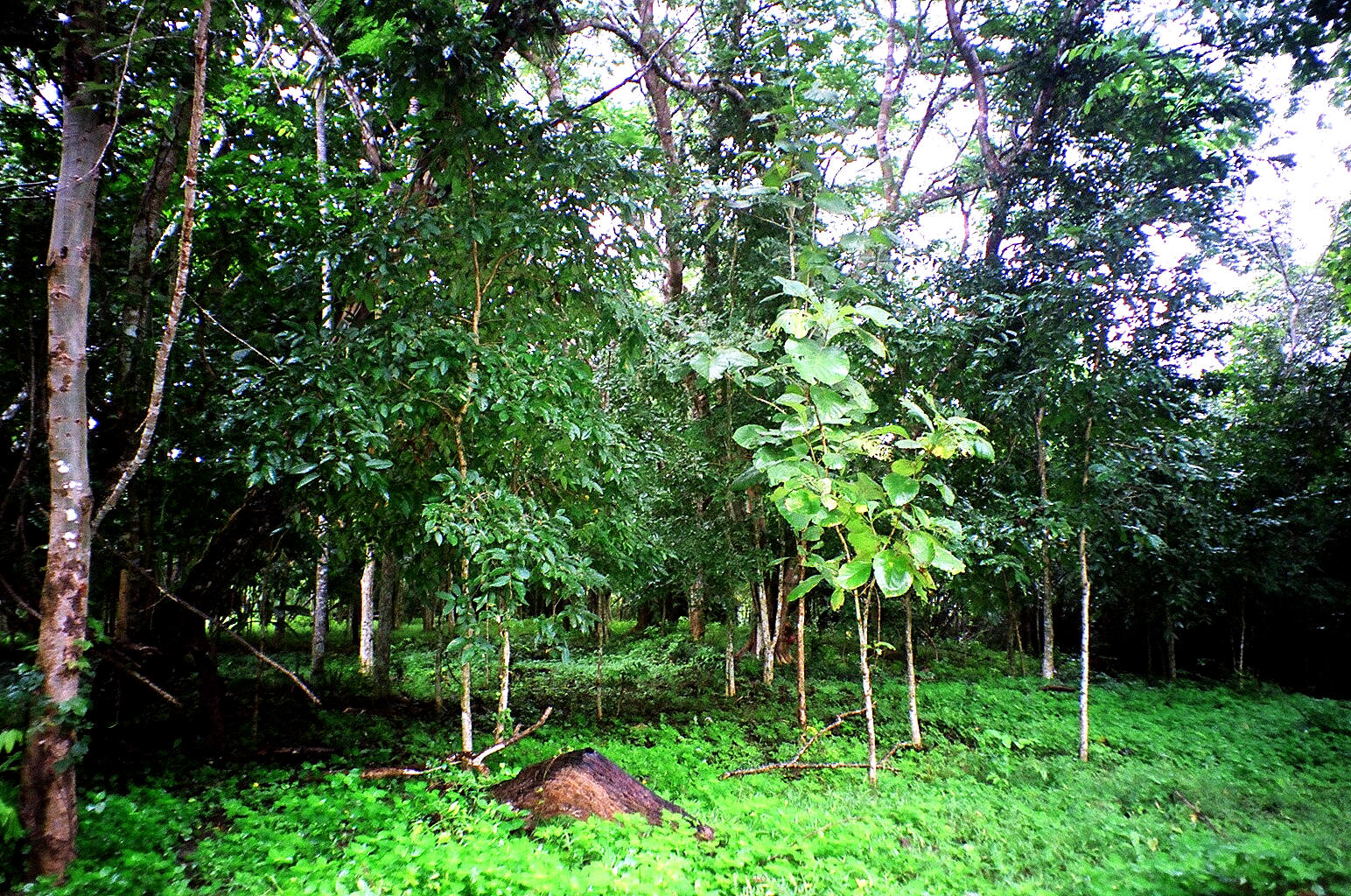
Foresta pluviale tropicale in Thailandia

La tigre occupa più di duecento diversi tipi di habitat, che possono variare dalle foreste pluviali tropicali ai boschi di conifere e betulle nell'oriente russo, attraverso le mangrovie della foresta di Sundarbans.
Questo dimostra un'elevata adattabilità, caratterizzata dalla capacità di affrontare una svariata gamma di condizioni climatiche, che comprende zone completamente opposte tra loro, come quelle umide e calde ad aree estremamente rigide e nevose dove le temperature possono essere le più basse -40 gradi Celsius.
Fino al 2008 si credeva che la tigre potesse vivere fino ad un'altezza pari a 3000 metri, ma nel Bhutan, sono stare trovate e fotografate tracce di impronte di tigri che hanno dimostrato che questo predatore possa raggiungere territori che si trovano tra i 3700 e i 4300 metri. Nel 2010 alcuni reporter della BBC hanno scoperto, attraverso delle telecamere nascoste, che la tigre del Bengala si può spostare e permanere fino ai 4000 metri di altezza. Le cause di questo "spostamento", ad elevate altitudini, possono essere imputate al riscaldamento globale e alla pressione esercitata da parte dell'uomo, anche se esiste la possibilità che la tigre già naturalmente avesse vissuto a tali altezze ma semplicemente non fosse mai stata osservata finora.

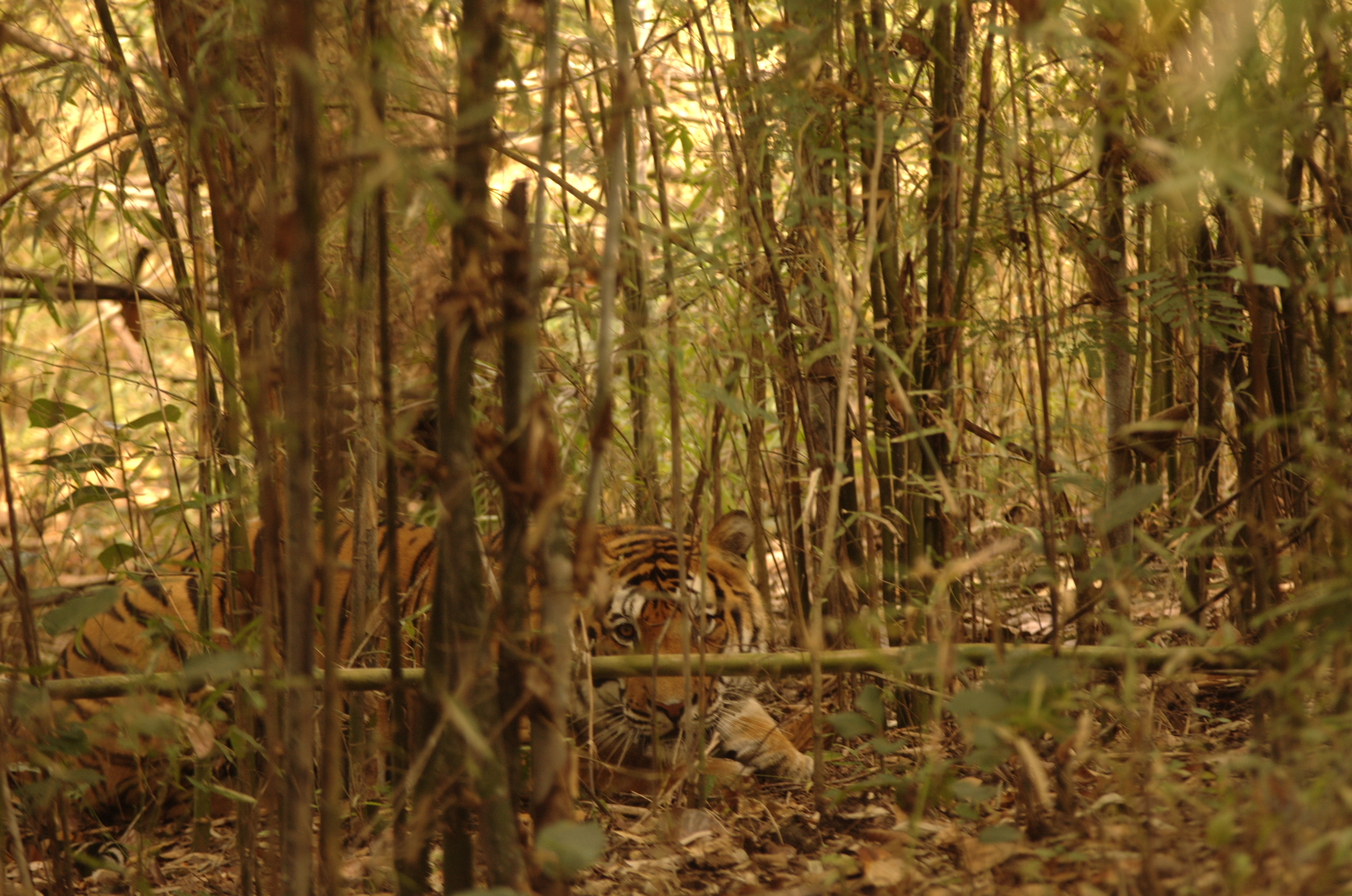
Tigre mimetizzata nella vegetazione del Parco nazionale di Kanha

Gli ambienti sopra descritti adatti alla tigre, presentano tre caratteristiche di valore primario:
- abbondanza di fonti d'acqua;
- un'elevata presenza di vegetazione alta che conferisce una buona zona di caccia e un buon riparo;
- La presenza di prede da cacciare per sopravvivere.

Tutti i tipi di foresta costituiscono un buon habitat per la tigre del Bengala. Oltre a quelle di mangrovie, già menzionate, sul delta del Gange, essa popola le giungle dell'India, dell'Indocina e del Nepal, le foreste umide di alberi sempreverdi dell'Assam e quelle spinose dei Ghati occidentali. Il predatore si sente a proprio agio anche nel folto delle distese di bambù, nelle paludi e nelle boscaglie.
In Birmania la tigre predilige le fitte foreste subequatoriali, mentre quelle malesi e indonesiane mostrano un ottimo adattamento alla foresta pluviale. Gli esemplari della sottospecie siberiana si spostano, invece, lungo il bacino dell'Amur preferendo le foreste montane non abitate dall'uomo. Per proteggersi nei periodi più freddi, sviluppano uno strato isolante di grasso sul ventre e sui fianchi.

## Biologia

### Riproduzione

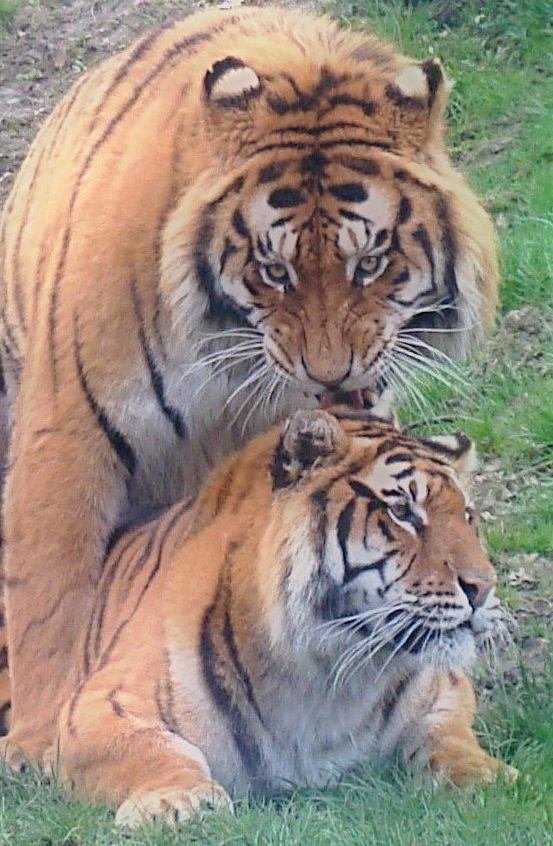
Due tigri che si accoppiano

L'accoppiamento fra tigri può verificarsi in un qualsiasi periodo dell'anno, ma generalmente è più comune che avvenga tra il mese di novembre e il mese di aprile. Per questo gli accoppiamenti sono molto frequenti e caratterizzati dall'essere molto rumorosi. Va però considerato che il periodo di ciclo estrale della femmina dura pochi giorni, nei quali l'accoppiamento si intensifica in modo da aumentare le possibilità di fecondazione ed è caratterizzato dal fatto di essere breve ma ripetuto più e più volte al giorno.
L'accoppiamento non è caratterizzato da un iniziale corteggiamento da parte del maschio, anzi è proprio la femmina che segnala la sua presenza con ripetuti gemiti e ruggiti accompagnato dall'emanazione di odori tipici che fanno recepire al maschio il suo stato di fertilità. Successivamente ha inizio il corteggiamento, mediante contatti, come il mordersi il muso vicendevolmente e con sfregamenti continui. Quando la femmina è pronta, assume la posizione tipica dei felini durante l'accoppiamento: si siede con le zampe anteriori distese e quelle posteriori piegate, il maschio si posiziona dietro di lei montandola e penetrandola, durante l'eiaculazione tende ad afferrare con le fauci la femmina per il collo. Una volta terminato l'accoppiamento, seguito generalmente da un breve periodo di riposo, la tigre femmina si libera da sotto il maschio, girandosi anche con scatti violenti contro il suo compagno. Come tutti i felini, il pene è ricoperto da aculei che servono ad indurre l'ovulazione della femmina durante la penetrazione. Questi aculei potrebbero provocare dolori alla femmina, il che spiegherebbe il suo comportamento violento alla fine del rapporto. Come tutti i felini, le tigri si accoppiano più volte in una sola giornata.
Al pari degli altri felini, la tigre femmina partorisce da sola dopo essersi ritirata in una grotta o in un altro spazio chiuso. Se il maschio dovesse restarle vicino la femmina lo allontanerebbe. Solamente in cattività, le femmine sembrano disposte ad accettare la presenza dei compagni durante il travaglio.
Il periodo di gestazione è di circa 93-114 giorni (3-4 mesi) e nella cucciolata normalmente, vengono alla luce circa 2-4 cuccioli (si è registrato un massimo di sette) con un intervallo delle nascite di circa 10-20 minuti, caratterizzato dal fatto che ad ogni parto, la madre mangia il cordone ombelicale, l'amnios e la placenta Il peso si aggira intorno al 1 kg ciascuno (750-1600 grammi). Una caratteristica dei cuccioli appena nati è la totale cecità e la completa impotenza nel compiere grandi movimenti, di conseguenza non sono in grado di difendersi da soli. Sono infatti le femmine ad occuparsi di loro nei primi giorni di vita, nascondendo la prole al riparo in tane, solitamente create in fitti cespugli e in fessure rocciose. L'allevamento dei cuccioli è in gran parte sostenuto dalla madre e si è sempre ritenuto che i maschi si disinteressassero della loro prole. Si tratta, in realtà, di una credenza errata. Già nel 1960 George Schaller documentò gruppi famigliari di tigri del Bengala completi di entrambi i genitori. Nel 2012, in India è stato filmato un maschio di tigre che faceva visita alla sua compagna e ai suoi cuccioli sub-adulti e sebbene si sia trattata della prima volta che i ranger della riserva li vedessero insieme, il fatto che i cuccioli lo abbiano riconosciuto subito era segno che il loro padre era venuto più volte a fargli visita fin da quando erano piccoli. Casi di tigri maschio che si prendono cura dei propri figli sono stati filmati più volte, sempre in India. È stato anche osservato come in caso di morte della madre, sia il padre ad assumersi la piena responsabilità dei piccoli.. Nel 2015, è stato documentato lo stesso caso anche per una famiglia di tigri siberiane. A differenza del leone maschio, in caso si ritrovino a consumare un pasto insieme i maschi di tigre permettono alle femmine e ai cuccioli di mangiare prima di loro.
La femmina di tigre, in condizioni normali, torna in uno stato fertile dopo venti mesi dal precedente parto, fino ad un'età di 14 anni, oltre la quale le tigri non possono più riprodursi.

#### Primi anni di vita

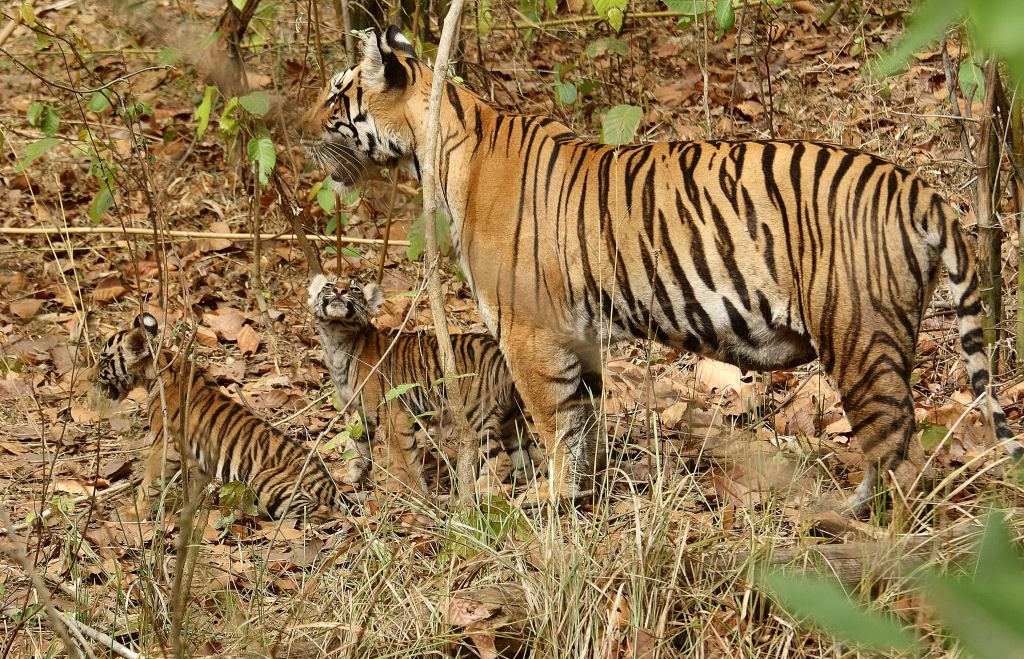
Una tigre con i suoi cuccioli nel Parco nazionale di Kanha, India

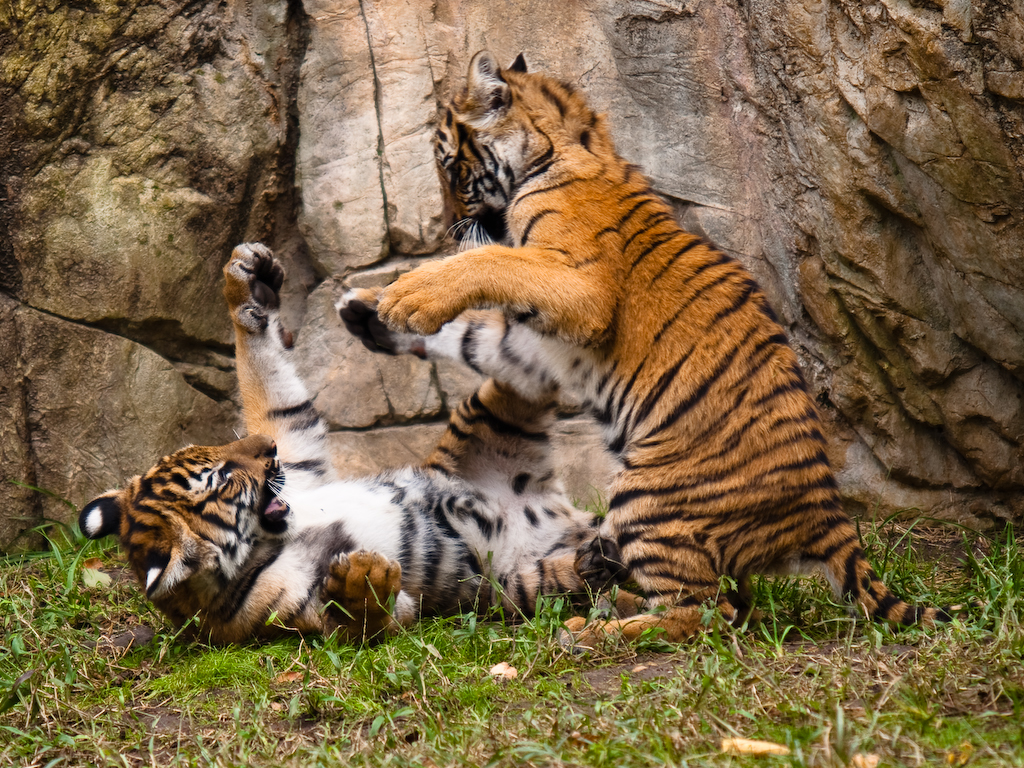
Due cuccioli di tigre che giocano

Generalmente all'interno della cucciolata si crea la presenza di un esemplare dominante sui fratelli, che tende solitamente ad essere maschio, ma può essere anche di sesso femminile. Questo cucciolo generalmente domina i suoi fratelli durante la vita passata insieme, come nel gioco e nel momento della nutrizione e tende anche ad essere più attivo, lasciando le cure e la protezione offerte dalla madre prima rispetto agli altri.
I cuccioli vengono allattati dalla madre per il primo mese e oltre di vita, infatti non lascerà toccar loro la carne cacciata per sé stessa fino a che non abbiano compiuto i 40 giorni di vita, con uno svezzamento definitivo intorno ai due mesi.
Le prime attività svolte dai cuccioli, che consistono nel "gioco" tra di loro e la madre, avvengono dopo il primo mese di vita.
A 8 settimane dalla nascita, i cuccioli sono pronti a seguire la madre al di fuori della tana che li proteggeva e dalla quale non erano mai usciti. Nonostante questo non si avventurano a "viaggiare" con la madre all'interno del proprio territorio, restando nei pressi della tana pronti a rientrare in caso di pericolo.
I cuccioli raggiungono una vera e propria indipendenza circa dopo i 18 mesi di età, ma nonostante questo non abbandoneranno la madre prima dei 2-2 ½ anni. Le femmine raggiungono la maturità sessuale intorno ai 3-4 anni, mentre i maschi all'incirca verso i 4-5 anni.

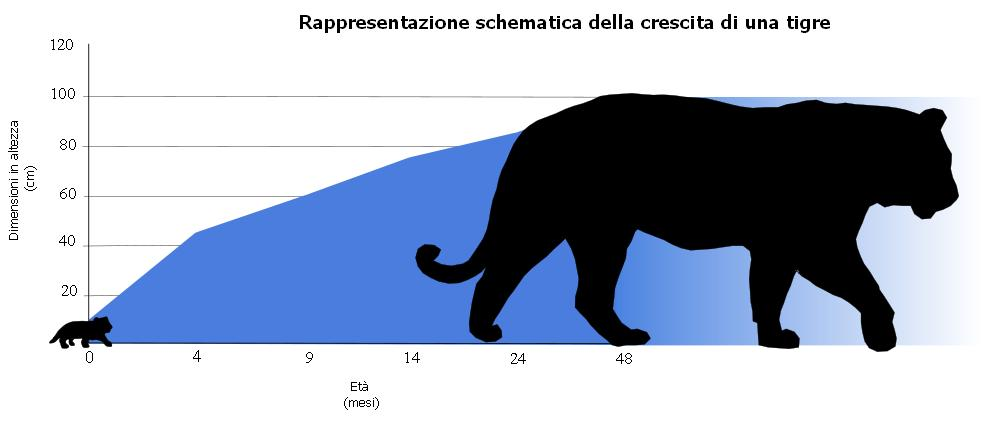
Crescita tipo di una tigre del bengala maschio.

### Comportamento
Non molto si sa sulle abitudini della tigre allo stato selvatico. I rari studi fin qui effettuati si riferiscono soprattutto alla sottospecie più comune, quella del Bengala. È comunque noto che questo felide, a differenza del leone, raramente si trova in spazi aperti. Le sue maggiori garanzie di successo nella caccia risiedono, infatti, nella possibilità di inseguire furtivamente la preda per poi tenderle l'agguato nel momento più opportuno. In un territorio privo di alberi il suo sgargiante mantello si staglierebbe in modo troppo evidente, mettendo sull'avviso gli altri animali; esso si confonde invece molto bene con l'ambiente nel folto della giungla o nel sottobosco in prossimità di pozze d'acqua.
Le tigri, animali solitari, sono di norma poco disponibili a dividere il proprio territorio con altri simili. Sono stati osservati, tuttavia, occasionali incontri che non si sono conclusi con una lotta e anche casi di spartizione di una preda. È stato pure osservato che i maschi hanno un più spiccato senso di territorialità: essi tollerano le intrusioni delle femmine assai più di quelle compiute da rappresentanti dello stesso sesso, mentre le femmine sono più predisposte alla condivisione con esponenti di entrambi i sessi.

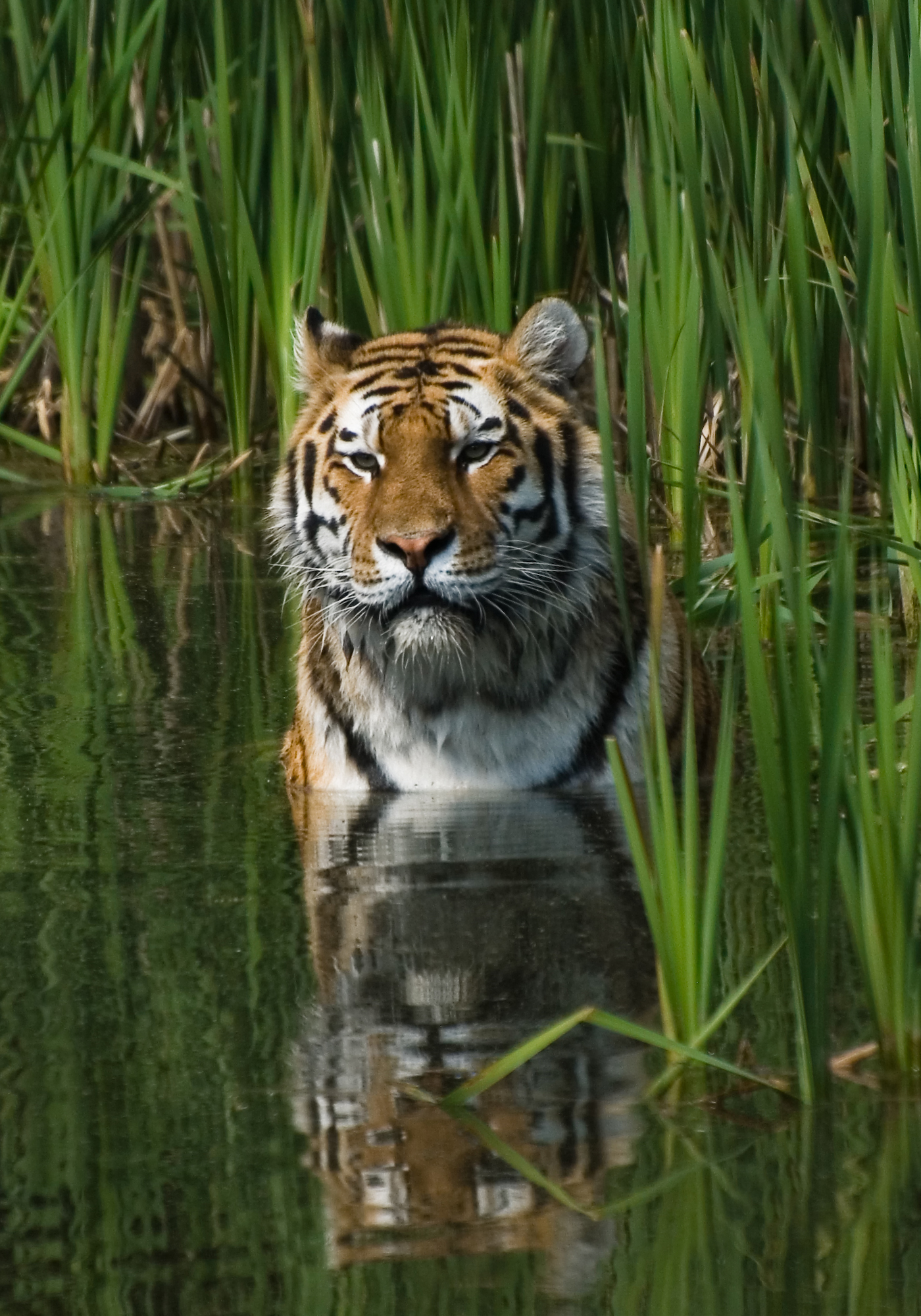
Esemplare di Panthera tigris immersa nell'acqua

Le tigri marcano il territorio graffiando gli alberi, spruzzando le piste battute con urina e secrezioni prodotte da ghiandole anali e anche depositando le proprie feci in luoghi ben evidenziati. Questi segnali forniscono informazioni sul detentore del territorio e inoltre mettono sull'avviso i maschi al riguardo di femmine in calore.
Come tutti i predatori, la tigre cerca di risparmiare al massimo le proprie energie per impiegarle nella caccia. Perciò trascorre anche l'80% del tempo riposando o dormendo. Si muove all'alba o, preferibilmente, con le luci del crepuscolo per poi cacciare, se necessario, l'intera notte. Complice l'oscurità, può percorrere grandi distanze camminando lungo i letti dei ruscelli, i sentieri e anche le strade battute dall'uomo. Quando avvista la preda, striscia in avanti tenendo il corpo quasi a livello del suolo per evitare di essere avvistata dalla preda. Le strisce del mantello si rivelano in quei momenti molto utili per confondere la sua immagine con le ombre proiettate dall'erba alta.
Il possesso di un'area è particolarmente importante per la femmina, che soltanto se ha la certezza di muoversi in un ambiente ben conosciuto e ricco di prede, può crescere i suoi piccoli con relativa tranquillità. Il problema si pone soprattutto quando essi non possono ancora seguirla nella caccia: in questa situazione, infatti, la madre deve trovare cibo a poca distanza dalla tana, così da poter tornare e allattare la prole a intervalli regolari. La progressiva crescita dei figli le consentirà poi spostamenti sempre più lunghi, ma comunque l'impegno di alimentare a sufficienza se stessa e i cuccioli resta sempre molto gravoso per la madre. Il territorio di un maschio è abitualmente tre o quattro volte più grande rispetto a quello di una femmina, e ciò si spiega col fatto che la sua pulsione riproduttiva lo stimola all'incontro con più femmine in estro.
Le tigri compiono, all'interno dei loro territori, percorsi anche molto lunghi; questi itinerari sono disseminati di tane e nascondigli in cui riposare.
Diversamente dal leopardo, la tigre non ha l'abitudine di salire sugli alberi.
Diversamente da altri felidi, la tigre è molto attratta dall'acqua, ed è facile, quando il clima è caldo, vederla immersa in fiumi o ruscelli. Nuotatrice capace di percorrere lunghe distanze, insegue le prede anche nelle grandi pozze d'acqua, da cui riemerge tenendo in bocca l'animale appena ucciso. La forza dimostrata nell'effettuare questi trasporti è sorprendente. Può trascinare in un luogo sicuro, dove cibarsi con tranquillità, un maschio di bufalo indiano del peso di circa 900 kg.

### Comportamento sociale
Solitamente, le tigri non vivono in gruppi al di fuori di quello familiare. Come detto, i gruppi famigliari sono costituiti dai genitori e i figli. Una volta cresciuti, i cuccioli prendono strade diverse dalla madre e dai fratelli e ognuno si cerca un territorio proprio ma può capitare che i cuccioli di tigre facciano visita alle madri anche una volta divenuti adulti, soprattutto le femmine. Il territorio di ciascun maschio include quello di diverse femmine che diventeranno le sue compagne durante la stagione degli amori e che gli daranno dei figli. I maschi adulti quindi accettano la presenza di femmine nei loro territori, poiché per loro costituiscono potenziali compagne, mentre respingono l'intrusione di altri maschi adulti, che rappresentano dei rivali nonché un pericolo per i loro cuccioli.
Le caratteristiche dell'ambiente in cui vive la tigre sono senza dubbio all'origine delle sue abitudini solitarie. In realtà la tigre è dotata di moltissime possibilità di comunicazione, di una grande capacità di osservazione e di una buona conoscenza dei suoi simili. Queste caratteristiche, che contraddistinguono un animale sociale, lasciano ritenere gli scienziati che tali qualità avrebbero consentito alla tigre di sviluppare abitudini spiccatamente gregarie se il suo habitat fosse stato favorevole a ciò. Questo spiegherebbe i (seppur rari) casi riportati in cui tigri selvatiche hanno fatto squadra efficacemente.

### Predazione e dieta

#### Tecniche di caccia
La tigre è considerata un predatore notturno, che agisce solitamente dal tramonto all'alba. Tuttavia può anche cacciare durante il giorno nelle zone in cui gli esseri umani sono assenti, sono state infatti osservate tramite delle telecamere azioni di caccia durante le ore diurne.
Per individuare la sua preda utilizza soprattutto la vista e l'udito, mentre il senso dell'olfatto è considerato secondario durante la caccia. Gli obbiettivi preferiti sono solitamente esemplari giovani o vecchi, considerati più deboli rispetto ad esemplari adulti e più facili da uccidere.

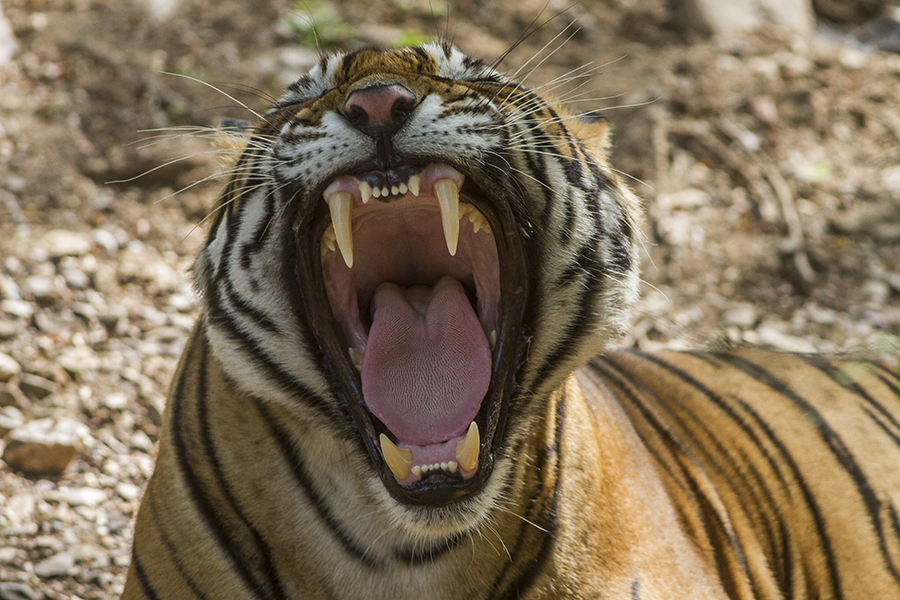
Esemplare mostra la sua dentatura in India

Una volta individuata la preda, come altri felidi, utilizza la tattica dell'agguato prediligendo un avvicinamento furtivo alle spalle per poi attaccare con uno scatto o un balzo. Nonostante la sua grande stazza le tigri possono raggiungere una velocità tra i 48 e i 65 chilometri orari (quest'ultima velocità solo per le sottospecie più piccole, le più grandi massimo a 60 km/h), che possono però essere mantenuti solo per brevi distanze. Se ne deduce che devono essere relativamente vicine alla loro preda prima di sferrare l'attacco, questo rende ancora più fondamentale la tecnica di mimetizzazione e avvicinamento silenzioso alla preda. Altra tecnica utilizzabile nel momento di attacco è la sua capacità di saltare in orizzontale per una lunghezza massima pari a 10 metri. Tuttavia, solo un attacco su venti finisce con la cattura e l'uccisione della preda.
Le prede variano a seconda delle zone in cui vivono ma preferiscono cacciare ungulati che pesino almeno 90 kg. La tigre del Bengala caccia cervi, cinghiali, gaur, bufali d'acqua, nilgau e antilopi mentre la tigre siberiana si nutre di cervi, cinghiali, saighe, alci e salmoni (specialmente nel periodo della riproduzione in cui sono carichi di uova e quindi molto nutrienti). Le tigri di Sumatra cacciano cervi, cinghiali, muntiacus, tapiri e oranghi. Più raramente cacciano animali più piccoli come scimmie, conigli, lepri, pavoni e pesci.
La tigre attacca gli altri carnivori prevalentemente per difesa o per sbarazzarsi della competizione, ma se questi soccombono durante la lotta la tigre non esita a cibarsene. In certi casi le tigri possono specializzarsi nel dare la caccia ad altri predatori, è il caso di Machali, una tigre femmina indiana divenuta famosa per l'abitudine di uccidere e mangiare coccodrilli. Generalmente gli orsi non sono visti come prede dalle tigri e vengono affrontati solo in dispute per il possesso di una preda o per la difesa del territorio (sebbene specie di orso più piccole come l'orso del sole o il panda siano più facilmente vulnerabili e quindi visti come prede dalle tigri). La tigre siberiana sembrerebbe l'unica sottospecie che caccia propriamente gli orsi che vivono nel suo areale (ovvero l'orso nero asiatico della Manciura e l'orso bruno dell Amur) arrivando a imitare il richiamo amoroso degli orsi per attrarli a sé. Benché l'orso bruno dell'Amur sia più grosso e pericoloso, la tigre preferisce cacciare proprio questo (sempre fino ad una certa età e peso) perché l'orso nero asiatico è un ottimo arrampicatore e sale spesso sugli alberi per sfuggire ai predatori. Gli orsi costituiscono fino al 40,7% della dieta delle tigri siberiane a seconda del loro numero nelle zone in cui vivono.
Se la sua preda è di piccola taglia solitamente morde alla nuca, provocando la rottura delle vertebre cervicali e del midollo spinale, perforando la trachea e arrivando anche a recidere la vena giugulare o l'arteria carotidea, mentre se è di maggior stazza preferisce mordere alla gola e soffocarla, in quanto il morso alla gola impedisce alla preda di difendersi con corna e/o zoccoli, impedendo loro di alzarsi. Anche se raramente osservato, alcune tigri sono state viste uccidere con delle zampate. Le zampe anteriori sono abbastanza potenti da rompere i crani di un bufalo d'acqua o di un gaur (uno dei più grandi bovini del mondo) e la schiena di un orso labiato. Un esperimento condotto da scienziati ha dimostrato che anche una tigre femmina può esercitare una potenza superiore a 10.000 libbre d'impatto con una zampata.
Il morso della tigre è estremamente potente: esercita una pressione pari a circa 180 kg sui canini, come quello del leone.
Dopo aver afferrato la preda alla gola, la tigre la blocca con le zampe e la spinge a terra, mostrando un'incredibile forza fisica. Gaur e bufali d'acqua pesanti oltre una tonnellata sono stati abbattuti con questo metodo da tigri pesanti un sesto di loro.
Le tigri del Bengala sono state osservate imitare il richiamo amoroso dei cervi per attrarli a sé mentre le tigri siberiane fanno lo stesso per gli orsi.
Dopo aver catturato e ucciso, a differenza del leone, tende a spostare la carcassa della sua preda al riparo tra cespugli o nella fitta boscaglia ed eventualmente nasconderla ricoprendola di foglie o altro per tornare successivamente a consumarla. Questo richiede molta forza fisica. In un'occasione, venne osservata una tigre che dopo aver ucciso un gaur adulto, aveva trascinato l'imponente carcassa per circa 12 m. Quando 13 uomini tentarono simultaneamente di trascinare la stessa carcassa in seguito, non riuscivano a spostarlo.
Una tigre necessita di circa 4–5 kg di carne al giorno ma può andare avanti per due settimane senza mangiare per poi mangiare fino a 50 kg in un solo pasto e rimanere sazia a lungo. Benché siano carnivore, le tigri a volte inghiottono erba o frutti di varie piante per facilitare la digestione.

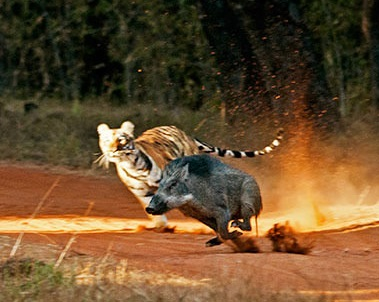
Tigre che caccia un cinghiale.

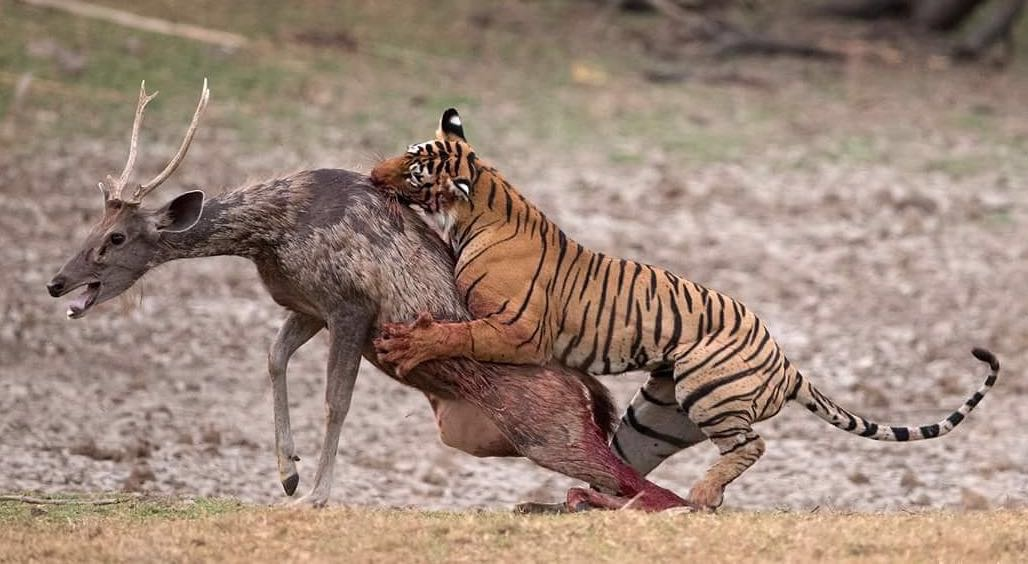
Tigre del Bengala attacca un sambar, Parco nazionale di Ranthambore

Le tigri sono delle predatrici solitarie, esiste però una testimonianza di caccia di gruppo: all'interno del Parco nazionale di Ranthambore in India, vi erano due maschi e tre femmine volte alla preda di un membro del gruppo. Questo tipo di comportamento non però è da considerarsi comune. Tuttavia, un caso analogo si è verificato il 21 ottobre 2014 nel Parco Nazionale del Kaziranga: un gruppo di quattro tigri ha dato la caccia e divorato insieme un elefante ammalato. Jim Corbett assistette anche all'uccisione di un elefante da parte di una coppia di tigri. Più recentemente, nel marzo 2017 è stato documentata un'altra caccia di gruppo: una coppia di tigri e i loro due figli adolescenti hanno abbattuto insieme un rinoceronte maschio adulto.
La percentuale di successo durante una battuta di caccia varia fra gli individui e gli habitat, ma è da considerarsi comunque bassa, per esempio: nel Parco Nazionale di Ranthambore, solo il 10% delle cacce hanno esito positivo, mentre nei fitti boschi del Parco nazionale di Kanha, la media scende addirittura al 5%.
Durante il 1980, all'interno del Parco nazionale di Ranthambore, una tigre di nome "Genghis" è stata osservata frequentemente cacciare le proprie prede nelle acque di un lago profondo, un modello di comportamento che non era stato precedentemente testimoniato in più di 200 anni di osservazioni. Queste battute di caccia all'interno di un ambiente come l'acqua, inusuale per la tigre, hanno fatto riscontrare risultati straordinari con ben il 20% delle battute di caccia che terminava con la cattura e l'uccisione della preda.
Durante la caccia, la tigre non caccia animali di stazza superiori ad un gaur per evitare rischi di ferimento. Generalmente la tigre evita gli elefanti asiatici adulti per le loro dimensioni, la loro forza e poiché vivono in gruppi numerosi, limitandosi ad attaccare esemplari giovani che riesce a separare dal resto del branco. Tuttavia, nemmeno gli elefanti adulti possono dirsi completamente al sicuro dalle tigri: nel 14 marzo del 2012, presso il Parco Nazionale di Jim Corbett, si è registrato l'abbattimento di un elefante maschio adulto che è stato poi progressivamente divorato dalla tigre. Analogamente, il 23 settembre 2006, nella riserva di Similipal in India, una tigre maschio ha ucciso sia un cucciolo di elefante che la madre che ha tentato di difenderlo. Il Colonnello Kesri Singh nel suo libro La Tigre di Rajasthan riporta di aver assistito allo scontro tra una tigre e un grosso elefante maschio, dopo che la prima aveva assalito e ucciso un cucciolo di elefante. Lo scontro si protrasse per tre-quattro ore ma, alla fine, la tigre riuscì ad abbattere anche l'adulto. L'evento fu descritto, nel romanzo, come Morte da Mille Artigli Ancora: sempre nel Parco Nazionale di Jim Corbett, un elefante morì per le ferite inflitte da una femmina di tigre, stavolta intenzionata a proteggere i suoi cuccioli. Quando una tigre attacca un elefante, essa sfrutta la sua superiore velocità e agilità per posizionarsi dietro il pachiderma, al riparo della proboscide e delle zanne che potrebbero ucciderla. Con un grande balzo, la tigre si aggrappa alla zona posteriore dell'elefante e, se l'elefante non riesce a scalciarla in tempo, si arrampica fino alla schiena dove infligge profonde ferite all'animale con i suoi morsi e i suoi artigli. Il processo può essere ripetuto più volte, finché l'elefante non cede per la perdita di sangue.
Il rinoceronte indiano, ancorché di stazza inferiore all'elefante, vista la sua pelle molto spessa e dura ed il suo temperamento molto aggressivo, è difficilmente predabile dalla tigre ma può capitare anche il contrario: nel Parco Nazionale del Kaziranga, che ospita la più alta popolazione di rinoceronti indiani, le tigri predano soprattutto i cuccioli ma possono abbattere anche gli adulti occasionalmente. In totale sono stati registrati 20 casi di uccisioni di rinoceronti da parte di tigri. Nella riserva di Dudhwa, sempre in India, si sono verificati invece tre casi di uccisione di rinoceronti adulti da parte di tigri.
È stato documentato un caso di uccisione anche di un coccodrillo marino di considerevoli dimensioni, abbattuto però sulla terraferma.

#### Dieta

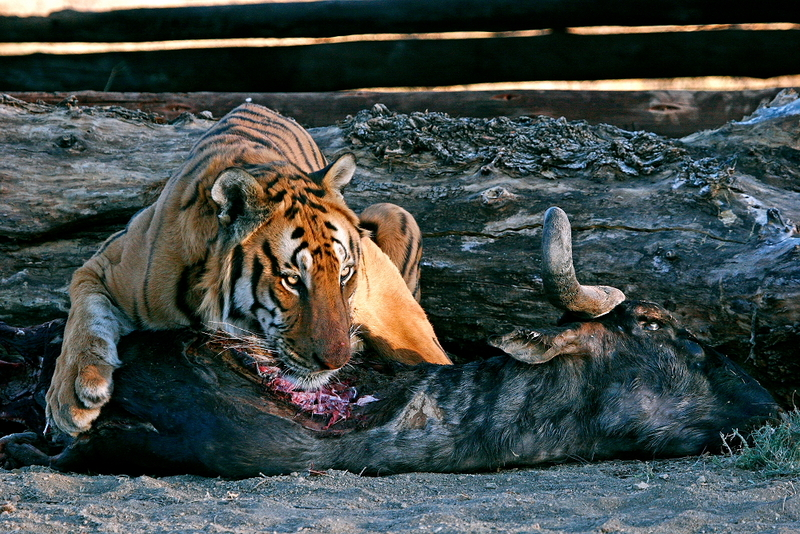
Una tigre (Panthera tigris amoyensis) che si ciba di un gaur

La tigre ha un fabbisogno alimentare di 3-4 tonnellate di carne all'anno. Abitualmente caccia da sola. In casi eccezionali, però - come è già stato rilevato - si sono visti due esemplari cooperare all'abbattimento di una preda molto grande.
Cacciatrice dalla enorme forza, la tigre è in grado di uccidere anche animali grandi quattro o cinque volte la sua taglia, lacerando loro i tendini all'altezza delle ginocchia con le sue zampe anteriori, per renderli impotenti. Successivamente si abbatte sul loro dorso uccidendoli nel modo già descritto. Altrimenti usando la sua forza li getta a terra e li uccide. Sono stati documentati molti casi di tigri che hanno gettato al terreno bufali e gaur sei volte il loro peso.
Dopo averla uccisa, la tigre trascina la carcassa della preda in un luogo isolato, lontano da animali spazzini come avvoltoi e sciacalli e di preferenza in prossimità dell'acqua. Essa è solita cominciare il pasto dai quarti posteriori squarciando la pelle con gli artigli e i denti affilati e passandovi poi sopra la lingua rasposa. Un adulto di tigre del Bengala può divorare anche 30 kg di carne in una volta sola. In seguito sentirà il bisogno di dissetarsi. Se la preda non è ancora totalmente consumata, il predatore seppellisce i resti sotto un cumulo di foglie e ritorna sul luogo diverse notti di seguito per completare il pasto. Durante questo periodo, non si allontana mai troppo dalla carcassa per difenderla dagli altri animali affamati. La voracissima tigre si nutre di qualsiasi parte della preda, compresi polmoni, reni e altri organi interni; a differenza di altri felidi, continua a ripulire la carcassa anche quando la carne, con il passare dei giorni, incomincia a imputridire.
La femmina di tigre, impegnata a portare cibo ai piccoli, li sorveglia durante il pasto e mangia soltanto quando essi sono sazi. Si è calcolato che una madre deve uccidere una volta ogni cinque-sei giorni, raggiungendo una quota annua di 60-70 prede, mentre una femmina priva di cuccioli soltanto una volta ogni otto giorni, non superando il numero annuo di 40-50 uccisioni. I cuccioli imparano a cacciare osservando la madre. La loro iniziazione comincia fin dalle prime settimane, attraverso i modelli di comportamento suggeriti dal gioco.

### Attacchi contro l'uomo
La tigre è il felide con la più alta reputazione di "mangiatore di uomini", particolarmente nel territorio indiano. L'uomo non è parte naturale della loro dieta, tuttavia può accadere che si verifichino degli attacchi da parte di alcuni esemplari nei confronti di persone, non necessariamente legati alla vera e propria caccia in cerca di cibo, ma più semplicemente perché si sentono minacciate o per difendere il loro territorio. Quindi, è da considerare come prima causa degli attacchi, l'invasione dell'areale da parte dell'uomo che nel corso degli anni ha sensibilmente ridotto l'habitat naturale della tigre, che unito ai cambiamenti climatici ha sempre più portato la tigre a contatto con l'uomo generando automaticamente, vista l'incompatibilità naturale tra di essi, scontri mortali Dall'inizio del XX secolo, le vittime umane si sono di molto abbassate, nonostante tutto nel 1950, si sono rilevati all'incirca 5.000 decessi l'anno causati da attacchi di tigre.
Quindi vengono identificati come "mangiatori di uomini", solo quegli esemplari che considerano l'uomo come preda e lo attaccano per nutrirsi e che sono in grado di trasmettere e far accettare il sapore della carne umana, che normalmente non rientra nella loro "dieta", ai piccoli e perpetuare una linea di mangiatori di uomini.
Uno dei casi più celebri di "tigre mangiatrice di uomini" è sicuramente la "Tigre di Champawat", così denominata in quanto occupava il territorio nel distretto della città di Champawat dopo essere stata cacciata dal Nepal. Questo esemplare, secondo le testimonianze tra le quali quella di Jim Corbett che la uccise nel 1907, aveva ucciso non meno di 438 persone in otto anni.
Si è riscontrato che la perdita o rottura dei canini, denti essenziali alla tigre per uccidere le sue prede, è un fattore che può spingere la tigre, che solitamente è in grado di attaccare anche animali molto più grossi di lei, verso prede più piccole e deboli, come anche gli esseri umani. Questo fatto, fu notato da Jim Corbett dopo l'uccisione della Tigre di Champawat e confermata successivamente dalla testimonianza di Pierre Pfeffer, che riportò di una tigre ferita alla mascella da un colpo di fucile, che iniziò a nutrirsi di carne umana.
Al Sundarbans, grande foresta di mangrovie che si trova nel delta del fiume Gange e si estende su regioni appartenenti al Bangladesh e allo Stato del Bengala Occidentale in India, appartengono le ultime "mangiatrici di uomini" che tra il 1948-1986, hanno ucciso più di 800 persone. Attualmente ci sono attacchi che causano all'incirca cinquanta vittime ogni anno.
Ciò nonostante, la tigre non attacca gli uomini per natura. Parlando dell'India, considerando l'alta presenza umana nel subcontinente e che una tigre uccide almeno una preda a settimana, se le tigri vedessero veramente gli umani come prede allora ucciderebbero circa 85.000 persone all'anno.
Sono stati adottati diversi metodi per evitare di subire attacchi e proteggere le persone che abitano e lavorano vicino o addirittura all'interno del territorio (areale) delle tigri, uno dei quali è l'indossare una maschera sul retro della testa, metodo che par essere efficace in quanto le tigri hanno l'abitudine di sferrare i loro attacchi alle spalle e questa maschera ingannerebbe la tigre sulla reale posizione della persona.

## Rischio d'estinzione e minacce
Nonostante le misure a tutela della conservazione della specie, attualmente tutte le sottospecie di tigre sono da considerarsi in pericolo d'estinzione. Si tratta di un processo in accelerazione a partire dagli ultimi due secoli. Fino alla metà del Settecento, gli esemplari di questa specie erano numerosi e si spostavano agevolmente in ogni parte dell'Asia, costituendo i propri territori ovunque vi fosse abbondanza di prede. La loro popolazione complessiva superava le 100.000 unità, di cui 40.000 erano nelle giungle indiane.
A partire dalla seconda metà del XVIII secolo, la situazione incominciò a cambiare radicalmente. Le armi da fuoco, divenute più efficienti, misero gli esponenti delle classi agiate nella condizione di fare della caccia alla tigre un'attività elitaria. Contemporaneamente, l'infittirsi dei rapporti commerciali con l'Europa provocò la forte richiesta sul mercato di legname di pregio, come per esempio il mogano, che cresce nelle foreste indiane.
La caccia indiscriminata alla tigre da parte dell'uomo, dovuta in particolar modo al bracconaggio per il commercio delle pelli, alle credenze della medicina tradizionale cinese e alla paura che l'animale incute per la fama di "mangiatrice di uomini", il tutto aggravato dalla costante riduzione del suo habitat naturale, hanno portato ad una diminuzione drastica del numero di esemplari in natura. Nel 2006 una stima mondiale ha portato in evidenza che gli esemplari in natura si aggirerebbero tra i 3.402 e i 5.140, mentre gli ultimi rilevamenti pongono il numero intorno ai 3.200 esemplari.

### Caccia alla tigre
(A. Thomas-Anquetil, 1866.)

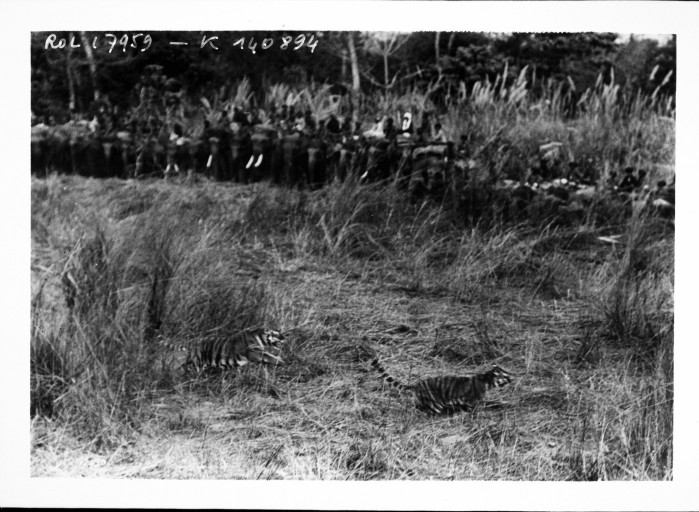
Due tigri in fuga durante una battuta di caccia reale di Giorgio V con gli elefanti, India 1912

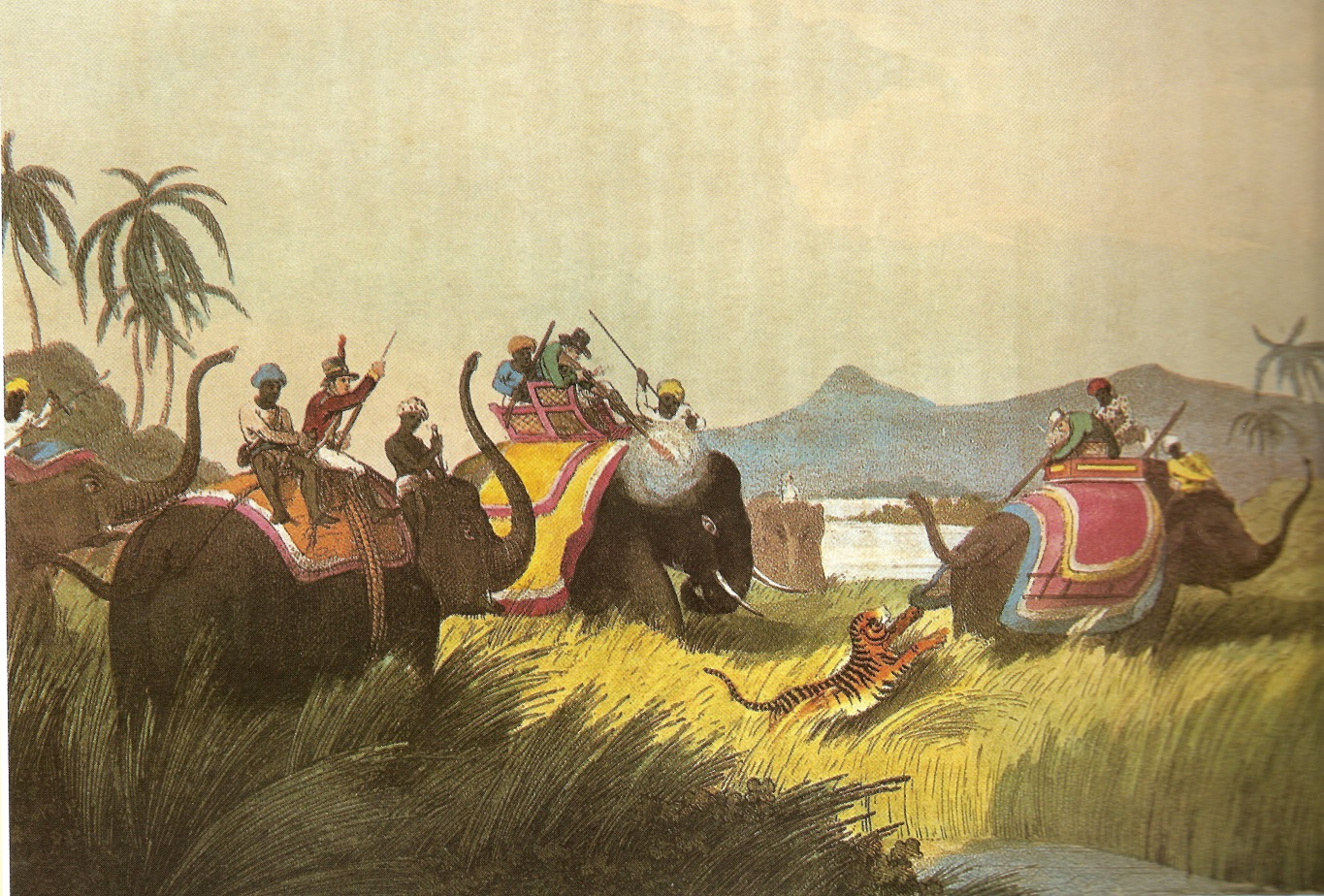
Caccia alle tigri con elefanti. Thomas Williamson, 1808

La tigre è stata considerata il trofeo di caccia per eccellenza nel corso del XIX secolo e del XX secolo, causando una forte diminuzione del numero degli esemplari in natura: da una stima risulta che, nel corso degli anni 1950-1960, più di 3.000 tigri sono state uccise per il solo scopo di farne un trofeo. La caccia alla tigre era diventata una vera e propria attività popolare tra i colonizzatori britannici dell'Asia, i Maharaja e gli statunitensi. Questa caccia indiscriminata era "supportata" dal fatto che la tigre era considerata, causa credenze popolari, un animale estremamente pericoloso, delle volte un vero e proprio mostro mangiatore di uomini e di conseguenza un predatore da uccidere, portando al suo cacciatore gloria e onori. Nel tardo XIX secolo, alcuni cacciatori iniziarono a preoccuparsi del numero di esemplari di tigre; un esempio fu quando il capitano delle guardie del Bengala riferì, nel 1882, che in due settimane di caccia alle tigri riuscirono a trovare e uccidere solo due o tre esemplari rispetto alle decine che si trovavano in precedenza nello stesso lasso di tempo.
Le tecniche di caccia erano numerose, da quella a piedi con l'utilizzo di esche, quella con branchi di cani, quella a cavallo o con cammelli, oppure utilizzando tecniche come appiccando piccoli incendi per dirigere le tigri in determinate zone o quella di provocare la cecità all'animale attraverso apposite miscele diluite nell'acqua ove erano solite abbeverarsi, anche se la metodologia più diffusa era quella della caccia con gli elefanti.

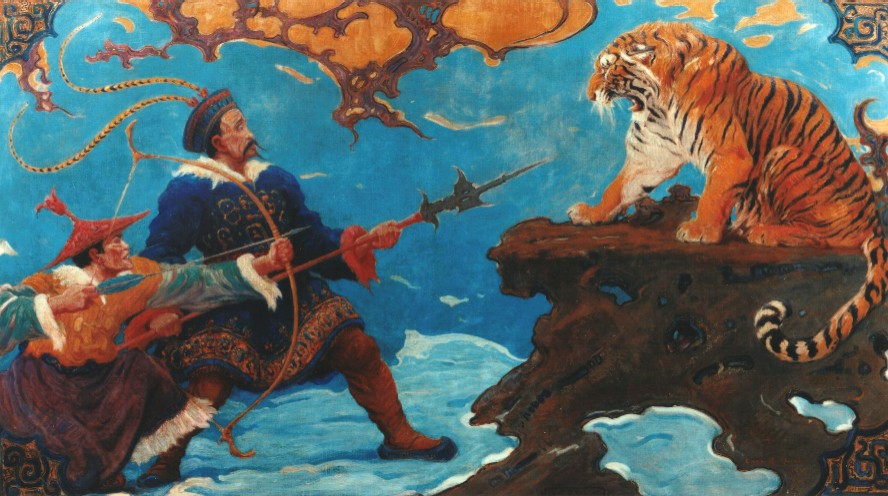
Dipinto di Charles R. Knight raffigurante una scena di caccia alla tigre

In tempi più recenti la caccia alla tigre è dovuta al continuo avanzamento della presenza dell'uomo all'interno dell'habitat naturale, con coltivazioni, villaggi e allevamenti, invadendo sempre più il territorio di caccia della tigre e non esitando ad ucciderne esemplari che avessero cacciato e ucciso bestiame e cani o si fossero semplicemente avvicinati a quelli che ormai erano diventati territori abitati.

#### Bracconaggio
Verso la fine del XX secolo, visto l'avvento dei divieti per la caccia alla tigre grazie ai primi progetti di salvaguardia della specie (ultimo tra questi il divieto cinese del 1996), iniziò a formarsi un commercio illegale sulla tigre che diede vita ad un vero e proprio bracconaggio da parte di cacciatori di frodo. Nei primi anni del 1990 il bracconaggio era sostenuto soprattutto per il commercio delle ossa in favore della Medicina tradizionale cinese (Nowell, 2000) e nonostante le azioni per contrastarlo, anche a livello internazionale, tale commercio illegale persiste (Nowell, 2007). Vi sono altri fattori che alimentano la caccia di frodo e sono principalmente il commercio illegale di pelli, denti e artigli (Pastore e Magnus, 2004; Ng e Nemora 2007)

### Distruzione dell'habitat
Essendo la tigre una specie di animale che necessita di grandi spazi per poter vivere e riprodursi, è molto sensibile anche al minimo cambiamento dell'habitat in cui vive e la sua continua diminuzione è una delle principali cause che hanno portato la tigre al rischio d'estinzione. Tutto questo è principalmente causato dall'Uomo e dalla sua costante crescita demografica, considerata in Asia una vera e propria esplosione demografica, che ha interessato aree che in precedenza offrivano alla tigre ampi spazi ove vivere. La conseguenza è stata una costante distruzione delle foreste, anche mediante grossi incendi. La deforestazione oltre all'aver limitato lo spazio fisico a disposizione della tigre, ha comportato uno squilibrio nella biodiversità delle aree, dando il via ad una drastica diminuzione delle prede e ad un elevato rischio di contatto con l'uomo, che trasformando quello che era foresta in campi agricoli e il relativo avanzamento delle aree urbanizzate era definitivamente entrato nella nicchia ecologica della tigre e di altre specie di animali.

### Medicina tradizionale asiatica
In Asia, i miti e credenze popolari, che spesso vogliono che parti di animali possano essere utilizzate come cura per malattie, hanno portato la medicina tradizionale a produrre farmaci con ossa di tigre, anche se la loro reale efficacia non sia mai stata provata. Nonostante ciò, resta molto diffusa questa credenza, soprattutto in Cina, dove molte persone hanno la convinzione che la tigre, oltre a queste pseudo-proprietà medicinali e antidolorifiche, abbia anche poteri afrodisiaci.
Tutto questo ha contribuito ad accelerare il rischio di scomparsa della specie.
Negli ultimi anni, anche grazie a controlli, il traffico di ossa di tigre è diminuito sia in India sia in Russia. In Cina è stato vietato, a partire dal 1993, nella Farmacopea di utilizzare ossa di tigre. A Taiwan, il 59% delle farmacie sul territorio vendeva e preparava "farmaci" contenenti ossa di tigre, dai primi anni novanta il numero è iniziato a calare fino ad arrivare al di sotto dell'1% nel 2009. Mentre in Birmania, Cambogia, Indonesia, Laos e Vietnam, la lotta contro il bracconaggio è molto debole e di conseguenza il mercato continua.
Alcuni proprietari di aziende in Cina, vorrebbero poter vendere le ossa e le pelli di tigri morte in cattività. Però il WWF ritiene, che questa pratica di sfruttamento degli animali di allevamento, non aiuterebbe a far diminuire il bracconaggio degli animali selvatici, anzi comporterebbe un aumento dei allevamento indiscriminato di tigri con il solo scopo di poterle sfruttare una volta morte, per questo l'organizzazione mondiale per la conservazione della natura promuove campagne per impedire l'allevamento in cattività di tigri a scopo mercantilistico (commercio di pelli e ossa).

### Nemici in natura

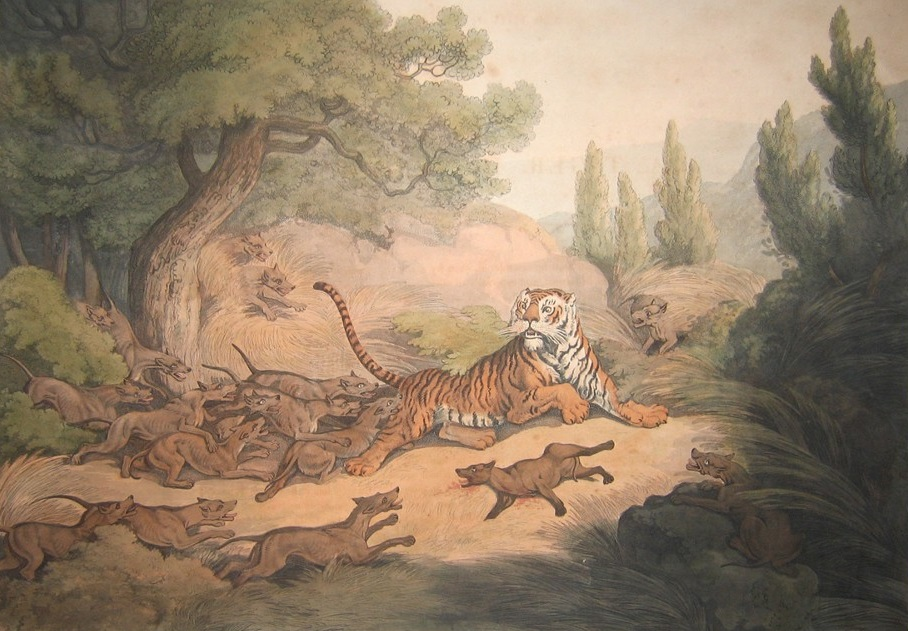
Tigre braccata da cani selvatici

Essendo un predatore alfa, non ha predatori in natura che possano direttamente minacciarla e di conseguenza la tigre ha pochi nemici naturali.
Tuttavia a volte si è riscontrato che degli orsi maschi hanno ucciso degli esemplari di cuccioli di tigre.
Altri rari casi di attacco verso una tigre si sono riscontrati da parte di branchi di cani rossi selvatici indiani (Cuon alpinus), che, attaccando in gruppo, grazie ad una particolare tecnica di caccia a volte riescono ad avere la meglio su animali di taglia molto superiore della loro. 
Anche i coccodrilli palustri e specialmente i coccodrilli marini adulti possono rappresentare una minaccia per le tigri, i primi sono molto pericolosi soprattutto per i cuccioli, mentre i secondi possono essere una seria minaccia persino per le tigri adulte, in particolare se queste ultime si trovano in acqua. 
Le tigri, a volte, uccidono i leopardi e rubano le loro prede se non riescono a portarle sugli alberi; dal loro canto, i leopardi uccidono tutti i tigrotti che trovano isolati dalla madre. Gli scontri tra i lupi e le tigri sono ben documentate nel Sikhote-Alin, dove le tigri tengono le popolazioni dei lupi locali a numeri così bassi da renderli componenti insignificanti nell'ecosistema. Da parte loro, i lupi rappresentano una grave minaccia per i cuccioli di tigre. I lupi evitano gli scontri con le tigri solo quando la persecuzione degli uomini ne riduce il numero.

## Conservazione della specie

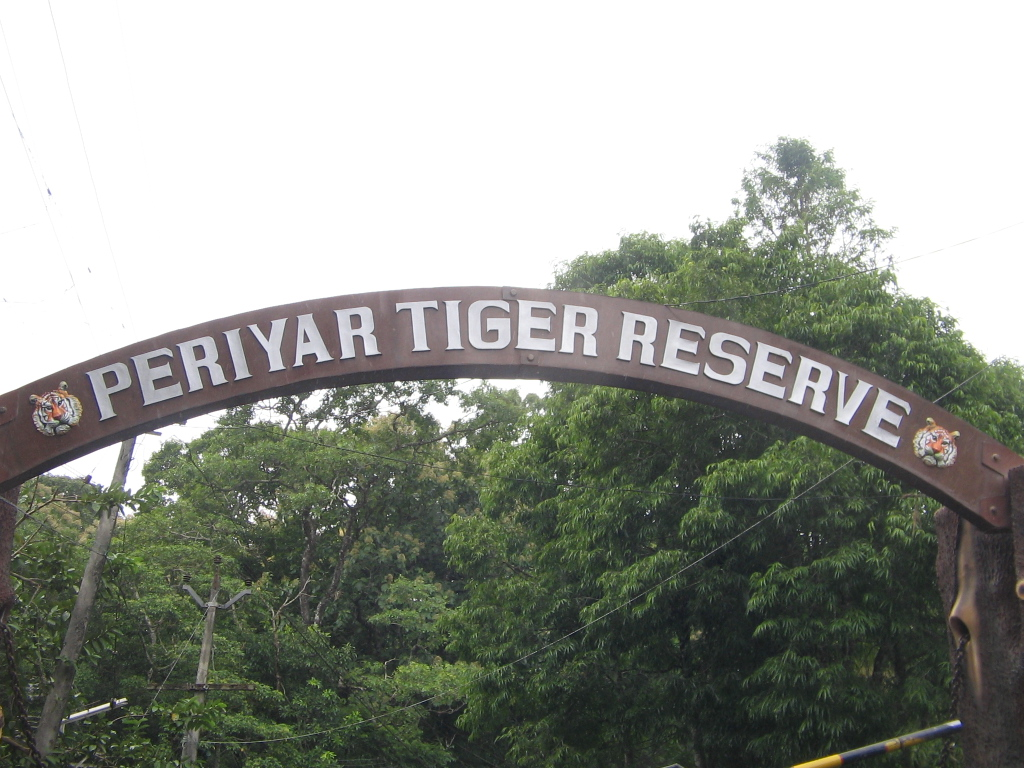
Insegna d'ingresso alla riserva delle tigri nel Parco nazionale di Periyar

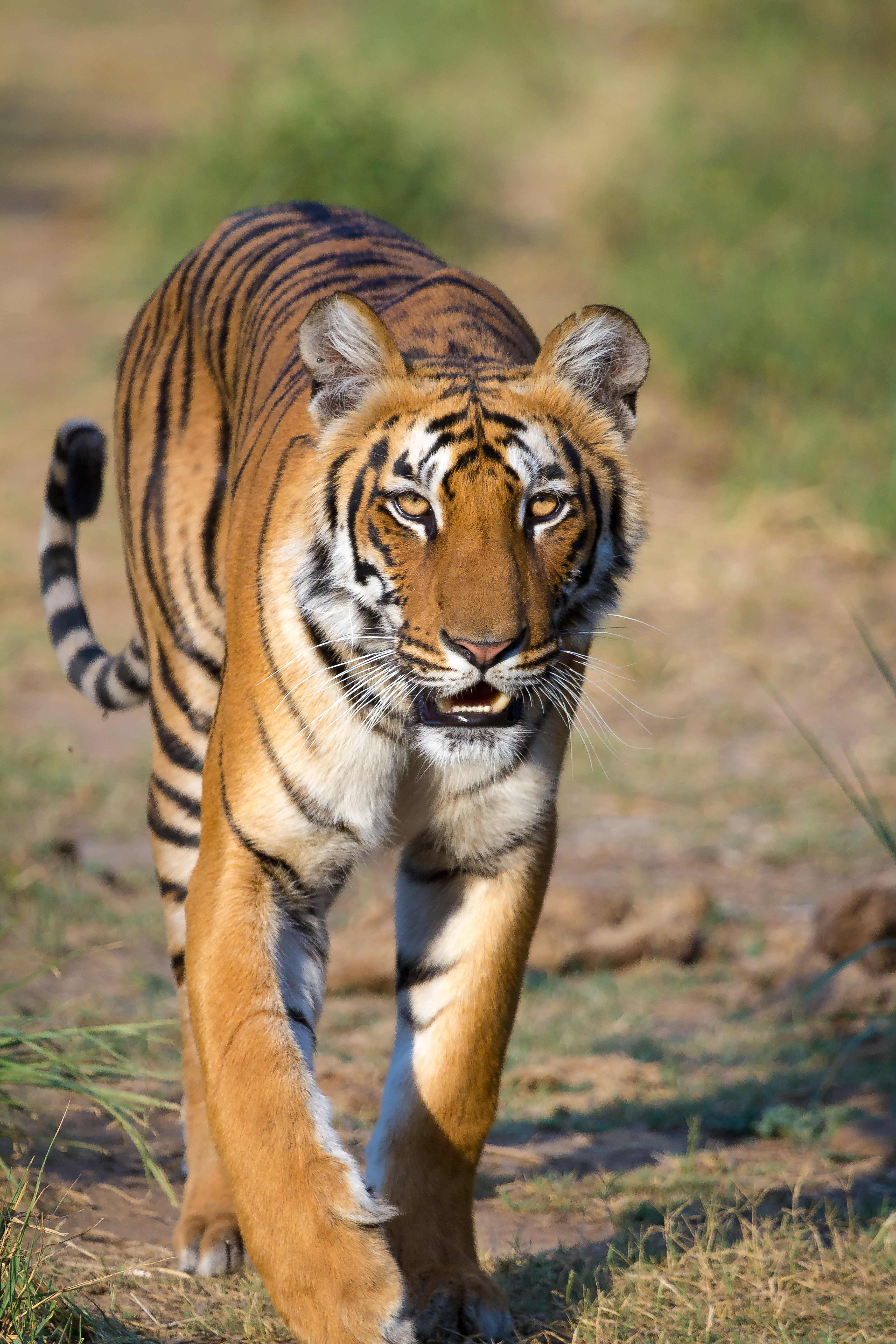
Un esemplare di tigre all'interno del Parco nazionale di Jim Corbett

La continua riduzione del numero di esemplari in natura ha inserito la tigre all'interno delle specie a rischio d'estinzione. Per contrastare ed evitare l'estinzione si sono venuti a creare nel tempo vari progetti, Governativi e non (ONG), a salvaguardia e conservazione della specie Panthera tigris. Attualmente, con il supporto di IUCN e della Banca Mondiale, molte delle iniziative collaborano attraverso un programma denominato Global Tiger Initiative (GTI).
Per consentire una migliore salvaguardia della specie si sono costituite delle riserve naturali, distribuite nei territori caratterizzati da un habitat tale, da consentire alla tigre una buona sopravvivenza in natura. Attualmente si contano ventitré riserve sul territorio Indiano, tre parchi nazionali in Nepal, diciannove in Thailandia, quattordici aree protette in Vietnam, cinque riserve nell'isola Sumatra, tre riserve in Russia e una in Cina.
Elenco aree naturali protette per le Tigri
 India
- Parco nazionale di Jim Corbett
- Parco nazionale di Kaziranga
- Parco nazionale di Dudhwa
- Parco nazionale di Valmiki
- Parco nazionale di Buxa
- Parco nazionale di Manas
- Parco nazionale di Namdapha
- Riserva naturale per tigri di Dampa
- Parco nazionale di Sariska
- Parco nazionale di Ranthambore
- Parco nazionale di Panna
- Parco nazionale di Bandhavgarh
- Parco nazionale di Kanha
- Parco nazionale di Pench
- Parco nazionale di Melghat
- Parco nazionale di Tadoba
- Parco nazionale d'Indravati
- Parco nazionale di Palamau
- Parco nazionale di Simlipal
- Parco nazionale di Nagarjunasagar
- Parco nazionale di Bandipur
- Parco nazionale di Periyar
- Riserva naturale per tigri di Kalakkad Mandanthurai
- Parco nazionale dei Sundarbans (con lo stato del Bangladesh)

 Bhutan
- Parco nazionale di Manas

 Cina
- Riserva naturale Changbai Shan

 Indonesia
- Parco nazionale di Gunung Leuser
- Parco nazionale di Way Kambas
- Parco nazionale di Kerinci Seblat

 Nepal
- Riserva naturale di Suklaphanta
- Parco nazionale reale di Bardia
- Parco nazionale reale di Chitwan

 Russia
- Sichotė-Alin'
- Zona di protezione Lazovsky
- Riserva naturale di Kedrovaya Pad

 Vietnam
- Parco nazionale di Bach Ma
- Parco nazionale di Cat Tien

Qui di seguito vengono descritti alcuni progetti in corso che combattono l'estinzione della tigre:

### Progetto Tigre (India)

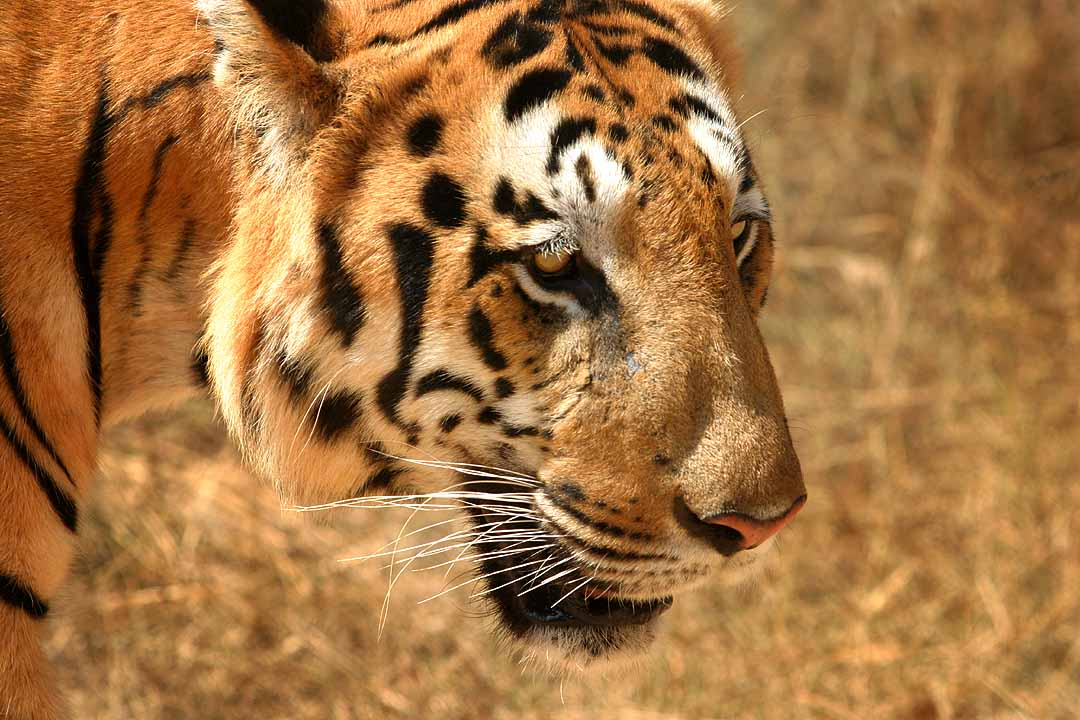
Tigre del Bengala reintrodotta in natura (luglio 2008), all'interno della riserva "Sariska" nel sud dell'India

Nel 1972, il governo indiano ha preso una decisione che si è rivelata forse determinante per la salvaguardia della specie: quella di condurre un'indagine sulla situazione degli esemplari superstiti. Ne è emerso un numero estremamente basso, pari a solo 1800 tigri. La stessa indagine, condotta sull'intero areale asiatico della specie, ha consentito di apprendere che le sottospecie di Bali e del Caspio si erano ormai estinte e la medesima sorte era probabilmente toccata alla sottospecie di Giava. Migliore la situazione nell'isola di Sumatra, in cui si era registrata la presenza di 600 esemplari, e in Indocina, dove la popolazione era stata valutata nel numero di circa 2000 esemplari. Assai limitato, ma relativamente stabile, appariva il numero degli appartenenti alla sottospecie siberiana, abitatrice di un ambiente meno sottoposto allo sfruttamento da parte dell'uomo.
Dopo questi rilevamenti, si è imposto il ricorso a misure drastiche per tutelare gli esemplari superstiti. Il governo indiano ha preso per primo l'iniziativa, e il 1º aprile del 1973 ha dato il via al Progetto Tigre (“Project Tiger”) vietando la caccia alla tigre e l'esportazione delle sue pelli e accogliendo successivamente l'invito, proveniente dalle grandi organizzazioni protezionistiche, di istituire riserve che costituissero zone di rifugio e di ripopolamento della specie. Il progetto governativo prese sempre più corpo, finanziato grazie anche a una raccolta di fondi a livello internazionale promossa dal WWF.
Indira Gandhi, in quell'epoca primo ministro, si interessò personalmente alla costituzione di un comitato per il coordinamento fra tutti gli Stati dell'India. L'esempio fu seguito da altri Paesi, che realizzarono riserve naturali entro i confini del Bangladesh, del Nepal e del Bhutan.
Dal 4 settembre del 2006 il progetto fa parte della National Tiger Conservation Authority (NTCA) (Un organismo di diritto del Ministero dell'Ambiente e delle Foreste, Governo dell'India)

### Salvare la Tigre Cinese (Cina)

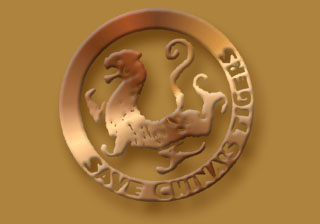
Logo Save China's Tiger

Il Save China's Tigers (SCT) nasce dalla necessità di evitare l'estinzione della tigre della Cina meridionale (Panthera tigris amoyensis).
Nel 1998, quando ormai rimanevano non più di 30 esemplari allo stato selvatico e 60 in cattività, iniziano a formarsi i primi gruppi e progetti a salvaguardia della tigre, culminato con l'istituzione ufficiale a Pechino il 26 novembre del 2002, che in collaborazione con il Centre of the State Forestry Administration of China e il Chinese Tigers South Africa Trust, porterà all'attuale progetto di salvaguardia e reintroduzione in natura della tigre della Cina meridionale. Il progetto ha permesso la costruzione di una riserva naturale in Cina e una in Sudafrica, ove gli animali possano riprodursi in sicurezza e successivamente reintrodotti in natura nel loro habitat naturale nel territorio cinese.
La speranza e obbiettivo del progetto è che dall'anno 2010 (anno cinese della tigre), i primi esemplari di tigre nati e cresciuti all'interno della riserva sudafricana, possano essere rimessi in libertà.

### Progetti WWF
Il WWF (World Wildlife Fund), la più grande organizzazione mondiale per la conservazione della natura, fin dagli anni settanta è attivo per la salvaguardia della tigre, attraverso proprie iniziative o a supporto di altre già esistenti.
Nel 2002 ha steso un piano di conservazione della durata di otto anni
Dal 2010 (anno cinese della tigre) ha varato il progetto Tx2: Double or nothing, che mira a raddoppiare il numero di animali presenti in natura entro il 2022 (data in cui ricorrerà il prossimo anno cinese della tigre), puntando soprattutto nel contrastare il bracconaggio, la distruzione dell'habitat, il commercio illegale di pelli e alla protezione e implementazione dei fondi di sostegno nonché alla collaborazione con i governi degli stati interessati.
Sono stati anche identificati i dieci problemi più gravi alla base della minaccia d'estinzione della tigre, suddivisi per tipologia e aree geografiche di interesse, che comprendono, oltre alle varie nazioni asiatiche dove la tigre vive, anche Europa e Stati Uniti. Infatti, il vecchio continente, risulta essere uno tra i più grandi consumatori di Olio di palma, che per essere prodotto necessità di convertire alla coltivazione di palme aree ecologicamente importanti come zone di foresta pluviale habitat primario della tigre. Mentre gli Stati Uniti sarebbero colpevoli di avere presenti sul proprio territorio numerosi esemplari in cattività non più reinseribili in natura.

## Nella cultura di massa
La tigre ha sempre esercitato un grande fascino sull'uomo, ed è presente in molti campi della cultura, tra cui arte, letteratura, cinema e fumetti. In particolare tra le popolazioni dell'Asia orientale e meridionale essa è considerata simbolo di potere e regalità. Nella mitologia indiana la tigre è associata al dio Siva e alla dea Durgā. Nell'astrologia cinese è uno dei dodici segni zodiacali, e la Tigre bianca rappresenta il punto cardinale dell'Ovest e la stagione autunnale.
Una delle tigri immaginarie più famose, soprattutto nella cultura occidentale, è Shere Khan, principale antagonista de Il libro della giungla di Rudyard Kipling. L'Uomo Tigre è un popolare manga e anime giapponese. Anche il personaggio di Sandokan ha come epiteto "Tigre della Malesia": grazie ad esso, la regalità, la forza e la ferocia del felino vengono associate a quelle del personaggio.